# Jacob van Ruisdael
  Jacob van Ruisdael    (Haarlem, 1628 - Haarlem, 10 de març de 1682) va ser un pintor i gravador holandès. En general, és considerat com el pintor de paisatges més respectat de l'Edat d'Or holandesa, un període de gran opulència i èxits culturals en què la pintura holandesa es va fer molt popular.
La seva vida és poc coneguda. Un pintor prolífic i polivalent, representa una gran varietat de paisatges. Ja el 1646, va pintar escenes campestres holandeses d'una qualitat notable per a un jove artista. Després d'un viatge a Alemanya el 1650, els seus paisatges van adquirir un caràcter més èpic. En el seu treball posterior, realitzat mentre vivia i treballava a Amsterdam, va afegir al seu repertori habitual de paisatges urbans i marins. Va produir un total d'unes 700 pintures, incloent-hi més de 150 paisatges escandinaus amb cascades.
El seu únic alumne conegut de manera fiable va ser Meindert Hobbema, un dels artistes encarregats de pintar figures en els seus paisatges. L'obra de Hobbema de vegades es confon amb la de Ruisdael. És difícil atribuir amb precisió totes les seves obres, la tasca no es veu facilitada pel fet que tres membres de la seva família són també paisatgistes, alguns dels quals van escriure el seu nom Ruysdael; el seu pare Isaac, el seu oncle Salomó i el seu cosí, també anomenat Jacob.
Durant la seva vida, la seva obra ja era popular a les Províncies Unides. Avui dia, les seves pintures es troben a museus i col·leccions privades d'arreu del món. La National Gallery de Londres, el Rijksmuseum d'Amsterdam i el Museu Hermitage de Sant Petersburg contenen les col·leccions més grans. Va influir en la pintura de paisatge a tot el món, des dels romàntics anglesos fins a l'escola de Barbizon a França, passant per l'Escola del Riu Hudson als Estats Units, així com diverses generacions de paisatgistes holandesos.

## Biografia
Jacob Isaackszoon van Ruisdael va néixer a Haarlem l'any 1628 o 1629, en una família de pintors, tots paisatgistes. El nombre de pintors de la seva família, i les diverses grafies del nom de Ruisdael, han obstaculitzat els intents de documentar la seva vida i atribuir les seves obres.
El nom de Ruisdael està vinculat a un castell, ara destruït, situat al poble de Blaricum. Aquest poble va ser la llar de l'avi de Jacob, el fabricant de mobles Jacob de Goyer. Quan De Goyer, un nom derivat de Gooi, es va traslladar a Naarden, tres dels seus fills van canviar els seus noms per Ruysdael o Ruisdael, probablement per indicar el seu origen. Dos dels fills de De Goyer esdevenen pintors: Isaack van Ruysdael, el pare de Jacob, que també era un emmarcador, i Salomon van Ruysdael, el seu oncle. El mateix Jacob sempre va escriure el seu nom amb una "i", mentre que el seu cosí Jacob Salomonszoon van Ruysdael, fill de Salomó, també paisatgista, va escriure el seu nom amb una "y». El 1718, el seu primer biògraf, Arnold Houbraken, el va anomenar Jakob Ruisdaal.
No és clar si la seva mare va ser la primera esposa d'Isaac van Ruisdael, el nom del qual es desconeix, o la seva segona esposa, Maycken Cornelisdochter. Isaac i Maycken es van casar el 12 de novembre de 1628.
La identitat del seu mestre també és incerta. Sovint se suposa que va estudiar amb el seu pare i el seu oncle, però no hi ha registres que ho confirmin. El seu oncle es considera la seva influència principal, però també sembla haver estat fortament influenciat per altres paisatgistes contemporanis de Haarlem, en particular Cornelis Vroom i Allaert van Everdingen. Segons el Bénézit de 1924, el seu mestre podria ser el seu oncle Salomon, Allaert van Everdingen, Cornelis Vroom o fins i tot el seu pare. També es planteja la possibilitat que s'hagi format en gran part pel seu compte. Segons el Diccionari de la pintura, podem suposar que va aprofitar l'ensenyament del seu pare i que freqüentava l'estudi del seu oncle a Haarlem. Segons el llibre 1000 Masterpieces of Painting, va rebre els seus primers ensenyaments del seu pare i del seu oncle.

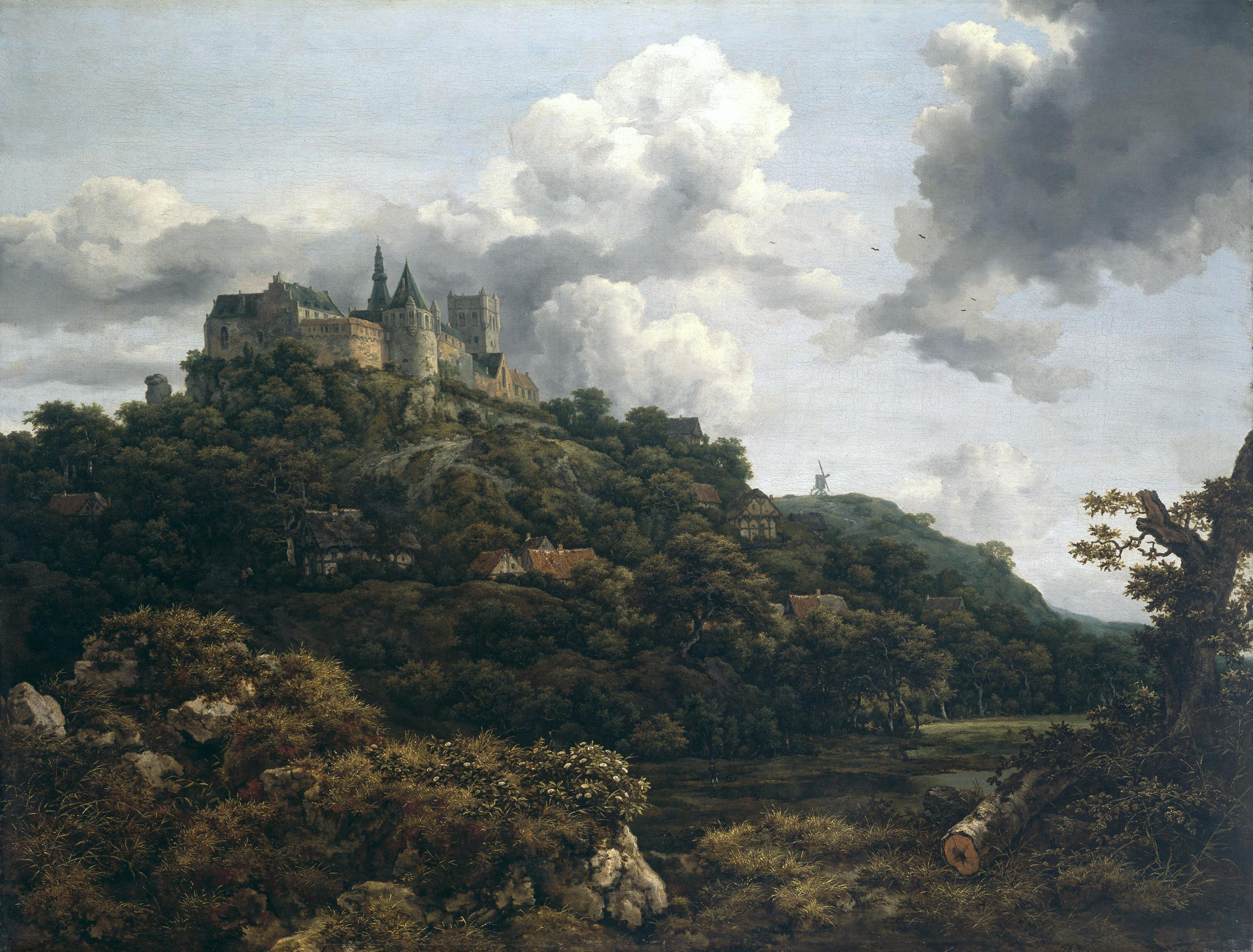
Castell de Bentheim (1653), Dublín, Galeria Nacional d'Irlanda.

La data més antiga que apareix en un quadre o gravat de Ruisdael és l'any 1646. Dos anys més tard, va ser admès al Gremi de Sant Lluc a Haarlem, En aquella època, els paisatges eren tan populars com les pintures d'història a les Províncies Unides, encara que en el moment del seu naixement les pintures d'història eren molt més habituals. Aquesta creixent popularitat dels paisatges va continuar al llarg de la seva carrera tot i que van quedar més avall en la jerarquia de gèneres.
Sembla que va viatjar relativament poc per a un paisatgista. Va viatjar a Blaricum, Egmond aan Zee i Rhenen a la dècada de 1640, després, juntament amb el seu amic Nicolaes Berchem, a Bentheim i Steinfurt, just a l'altra banda de la frontera alemanya, el 1650. Probablement va viatjar de nou a la frontera alemanya el 1661, amb el seu alumne Hobbema, a través del Veluwe, Deventer i Ootmarsum. Malgrat els nombrosos paisatges noruecs pintats per Ruisdael, no hi ha cap indici que hagi viatjat a Escandinàvia.

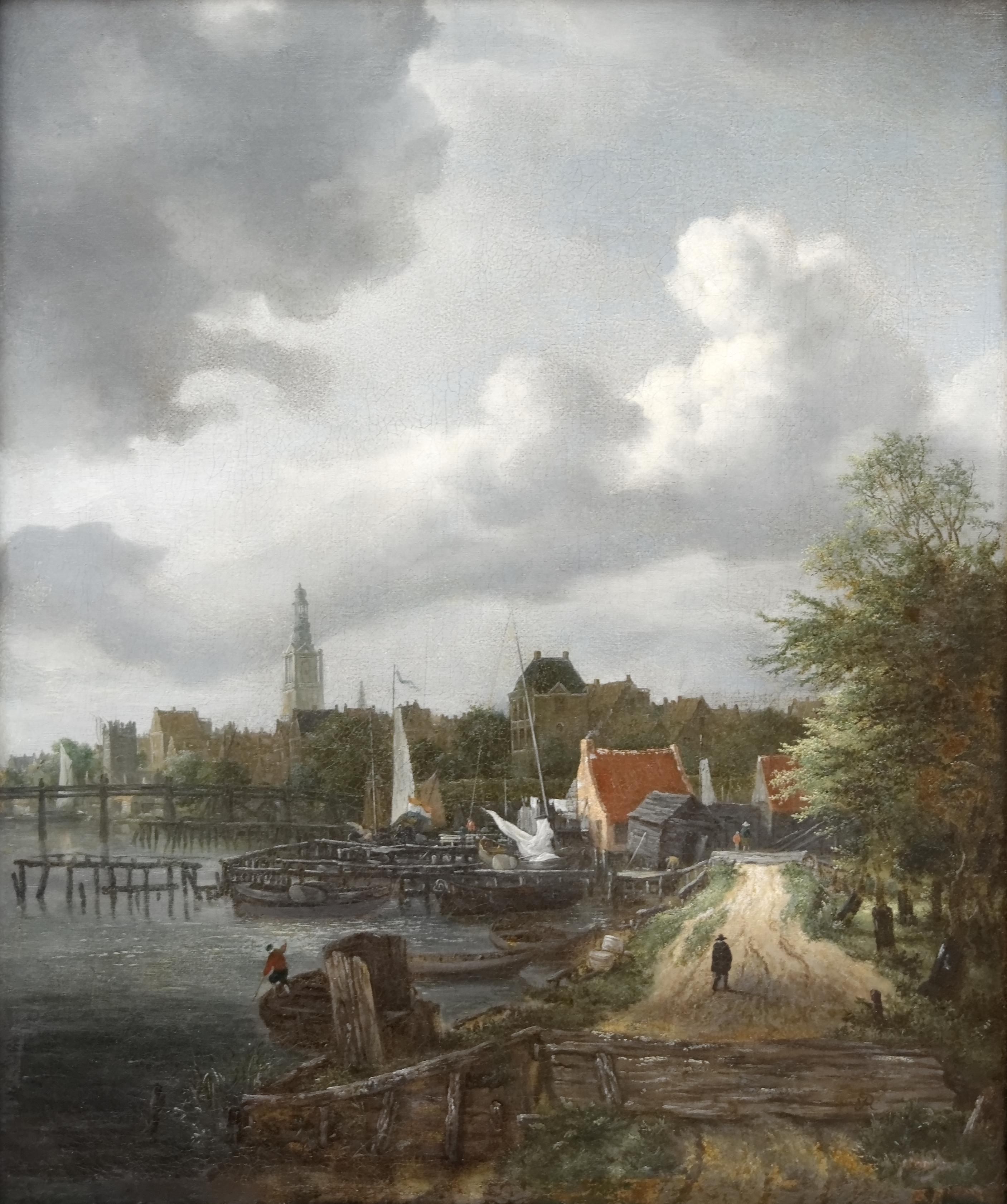
Vista d'Amsterdam (vers 1656), Museu de Belles Arts de Budapest.

Cap al 1656, seguint l'exemple d'Allaert van Everdingen, es va traslladar a Amsterdam, una ciutat pròspera que probablement oferia un mercat més gran per a la seva obra. Des d'allà va viure i treballar a Amsterdam fins a la seva mort. Va obtenir la ciutadania de la ciutat d'Amsterdam el 1659. El 1668, el seu nom apareix com a testimoni del matrimoni de Meindert Hobbema, un pintor les obres del qual es confonen de vegades amb les seves. Hobbema és el seu únic alumne testimoniat per un document de 1660.
Segons Arnold Houbraken, va estudiar medicina i va practicar cirurgia a Amsterdam. Documents d'arxiu del segle XVII mostren el nom " Jacobus Ruijsdael, encara que ratllat, en una llista de metges d'Amsterdam amb la observació addicional que es va graduar en medicina el 15 d'octubre de 1676 a la Universitat de Caen. Diversos historiadors d'art han especulat que es tractava d'un cas d'identitat errònia. Pieter Scheltema suggereix que va ser el seu cosí qui va ser registrat. L'expert mundial de Ruisdael Seymour Slive argumenta que l'ortografia "uij" no es correspon amb allò amb què el pintor va escriure el seu nom, que la seva altíssima producció fa pensar que va tenir poc temps per estudiar medicina i que no hi ha cap que hagi viatjat a França. Segons el Dictionary of Painting, és molt poc probable que Jacob van Ruisdael tingués estudis avançats en medicina perquè ja estava signant quadres als divuit anys. El 2013, Jan Paul Hinrichs va acceptar que les proves no són concloents i aquesta hipòtesi està ara descartada.
>>A causa de la presència de diversos noms bíblics a la seva família i de la representació de Ruisdael d'un cementiri jueu, sovint s'ha especulat que segurament havia d'haver estat jueu, però l'evidència testimonia el contrari. El seu oncle Salomó pertanyia a un subgrup de la congregació menonita i el seu pare era de la mateixa denominació. El seu cosí Jacob era menonita registrat a Amsterdam el 17 de juny de 1657, va ser batejat segons el ritu calvinista a Ankeveen, un poble prop de Naarden. Està enterrat a l'església de Sant Bavó a Haarlem, una església protestant des de 1578.

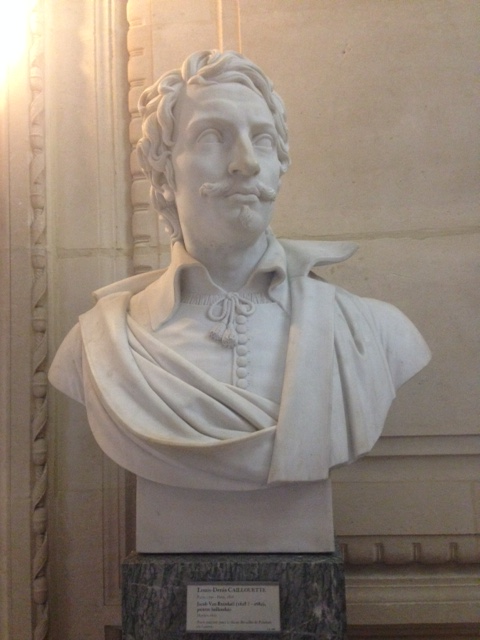
Bust de marbre de Jacob van Ruisdael de Louis-Denis Caillouette, 1822, París, Museu del Louvre.

No es va casar mai. Segons Houbraken, va ser per «passar temps cuidant el seu pare gran». No se sap quin aspecte tenia, ja que no es coneixen retrats ni autoretrats d'ell. Està representat per uns quants gravats o escultures, inclosa una obra de Louis-Denis Caillouette exposada al Saló de 1822, però cap en va ser realitzada durant la seva vida.
Va morir a Amsterdam el 10 de març de 1682 i va ser enterrat quatre dies després a l'església de Sant Bavó a Haarlem. L'historiador de l'art Hendrik Wijnman desmenteix el mite que va morir a la casa de pobres de Haarlem i que de fet va ser el seu cosí, Jacob Salomonszoon, que va morir allà. Sembla que va viure còmodament, fins i tot després de la crisi econòmica després del rampjaar de 1672. Segons una gran mostra d'inventaris realitzats entre 1650 i 1679, sembla que el preu mitjà dels seus quadres era de 40 florins, enfront d'una mitjana de 19 florins per a totes les pintures atribuïdes. En un rànquing de pintors holandesos de l'Edat d'Or basat en la freqüència ponderada pel preu en aquests inventaris, Ruisdael ocupa el setè lloc, amb Rembrandt ocupant el primer lloc.

## Obra

### Primeres obres
L'obra de Jacob van Ruisdael des de 1646 fins a principis de la dècada de 1650, quan encara vivia a Haarlem, es caracteritza per motius senzills i un estudi acurat i minuciós de la natura.: dunes, boscos i efectes atmosfèrics. Aplicant una pintura més densa que els seus predecessors, dona al seu fullatge una qualitat pronunciada, expressant la saba que flueix per les branques i les fulles. La seva acurada representació dels arbres és llavors incomparable: els gèneres dels seus arbres són els primers perfectament identificables pels botànics de l'època moderna. Els seus primers esbossos introdueixen motius que seran recurrents al llarg de la seva obra: sensació d'espai i lluminositat, i una atmosfera etèria aconseguida amb traços de guix quasi puntillistes. La majoria dels seus trenta esbossos de guix negre supervivents daten d'aquest període.

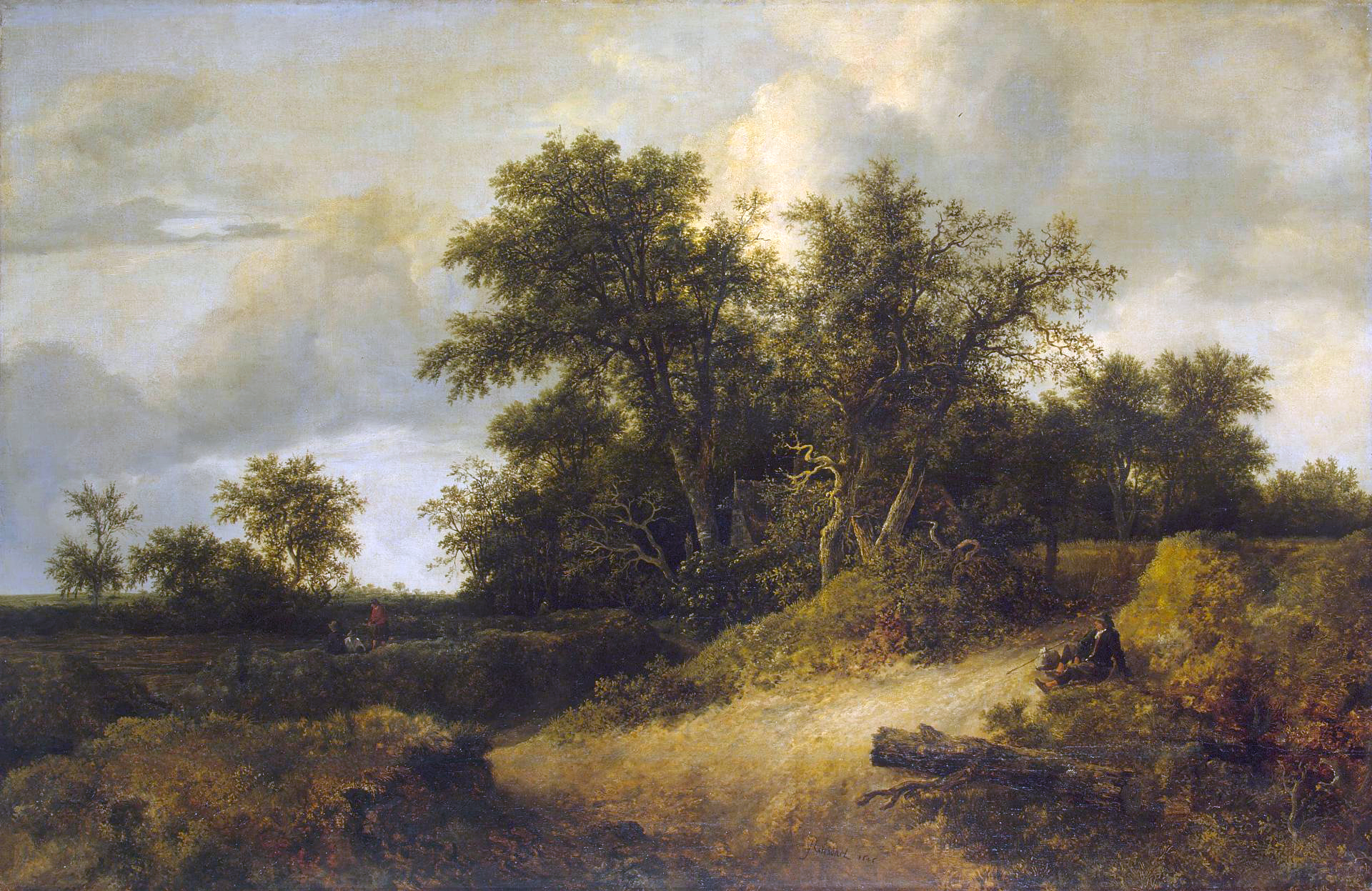
Paisatge amb una casa en un bosquet (1646), Sant Petersburg, Museu de l'Ermitage.

Landscape with a House in a Grove, una de les seves primeres obres, que data de 1646, és un exemple del seu estil original. Trenca amb la clàssica tradició holandesa de representar grans vistes de dunes, amb cases i arbres que serveixen de marc al fons. En lloc d'això, col·loca dunes cobertes d'arbres de manera destacada al centre de l'escena, amb un paisatge de núvols que concentra una forta llum en un camí de sorra. L'efecte impressionant resultant s'accentua per la gran mida del llenç, «tan sorprenent per l'obra d'un pintor sense experiència segons Irina Sokolova, conservadora de l'Ermitage on es guarda la pintura. L'historiador de l'art Cornelis Hofstede de Groot escriu sobre aquest llenç que « sembla gairebé increïble que fos obra d'un noi de disset anys ».
El seu primer paisatge panoràmic, Vista de Naarden, data de 1647. El motiu dels cels aclaparadors i una ciutat llunyana, en aquest cas el lloc de naixement del seu pare, és un tema sobre el qual tornaria en els seus darrers anys. En aquesta època encara pintava el propi personal, Paisatge amb cabana i arbres (1646) n'és un bon exemple. Més tard, va deixar aquesta tasca als seus estudiants o altres artistes.

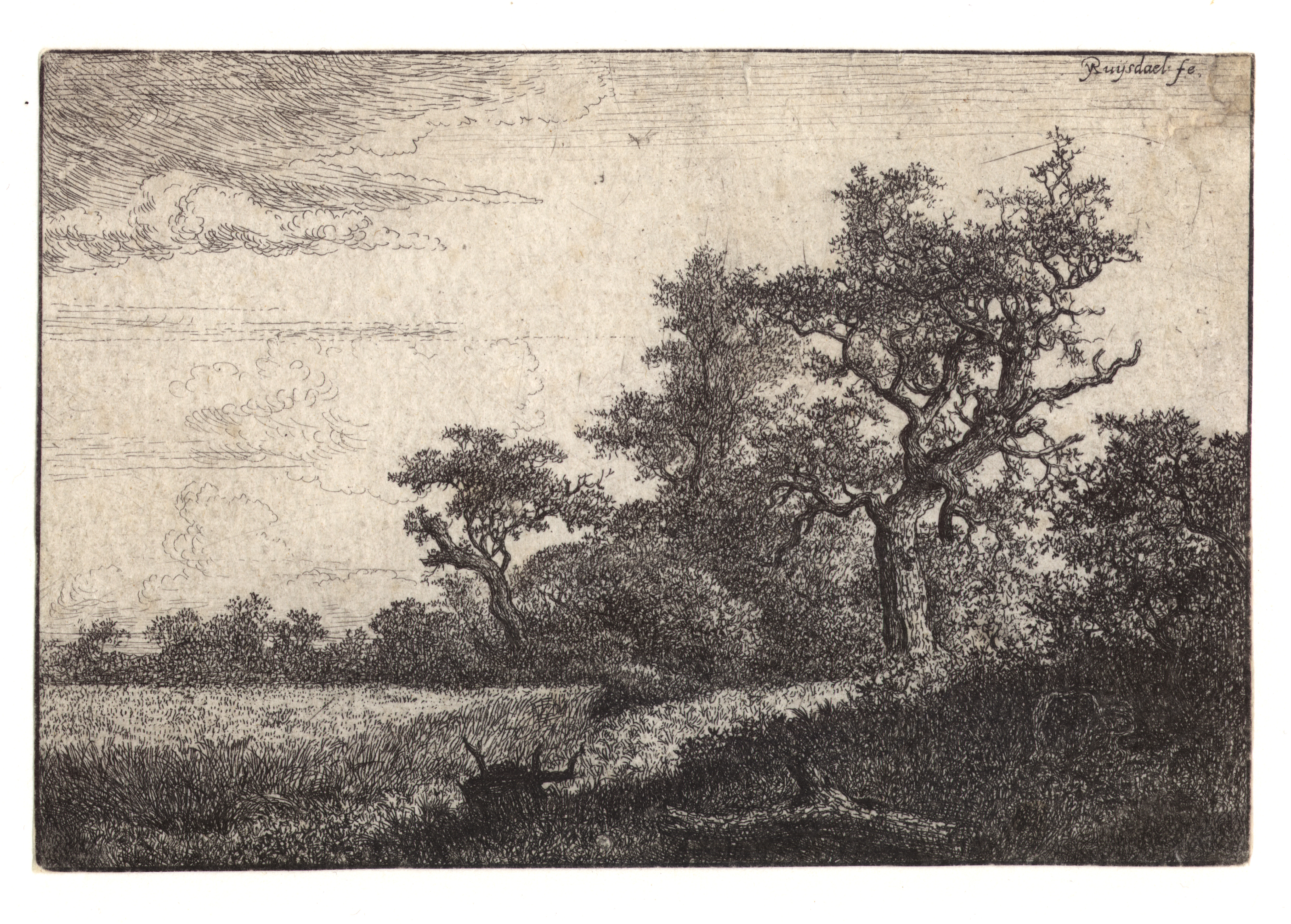
El camp de blat (1648) és un dels tretze gravats coneguts de Jacob van Ruisdael.

Per motius desconeguts, gairebé deixa de datar la seva obra des de 1653. Només cinc de les seves obres de la dècada de 1660, i cap de les dècades de 1670 i 1680, estan datades. Per tant, el treball de datació realitzat pels experts es basa en gran manera en una acurada investigació i especulacions.

Els seus tretze gravats coneguts es remunten als seus primers dies, el primer datat de 1646. No se sap qui li va ensenyar l'art del gravat. No hi ha aiguaforts signats pel seu pare, el seu oncle o el seu contemporani de Haarlem Cornelis Vroom, que són les tres principals influències de les seves primeres pintures. Els seus aiguaforts tenen poc en comú amb l'estil o la tècnica dels de Rembrandt. Existeixen poques estampes originals dels seus aiguaforts, cinc d'elles només en tenen un. La seva raresa suggereix que Ruisdael els considerava assajos, que no justificaven edicions més àmplies L'historiador de l'art i expert en gravat Georges Duplessis creu que The Wheatfield i The Travellers són els aiguaforts que millor il·lustren el geni de Ruisdael per al gravat

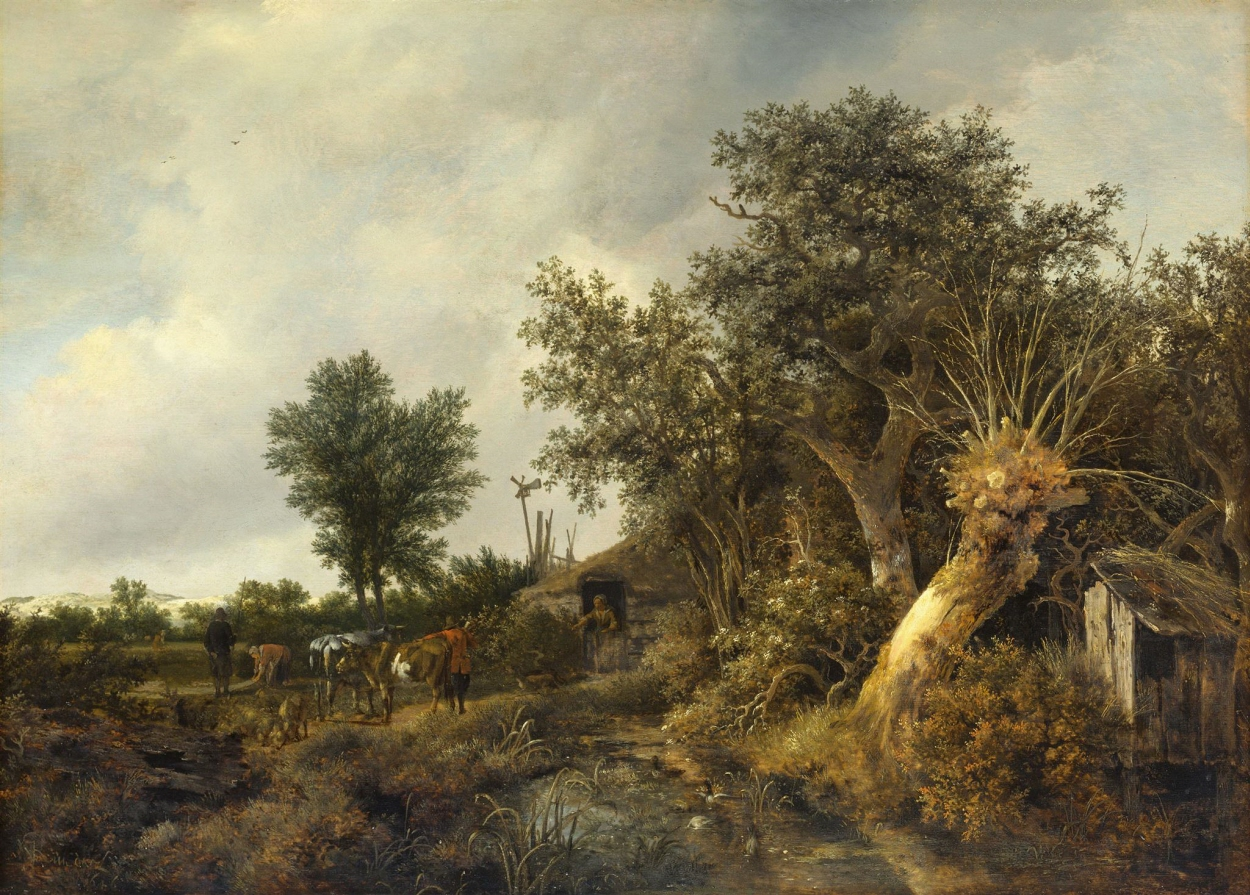
Paisatge amb una cabana i arbres (1646), Hamburg Kunsthalle.
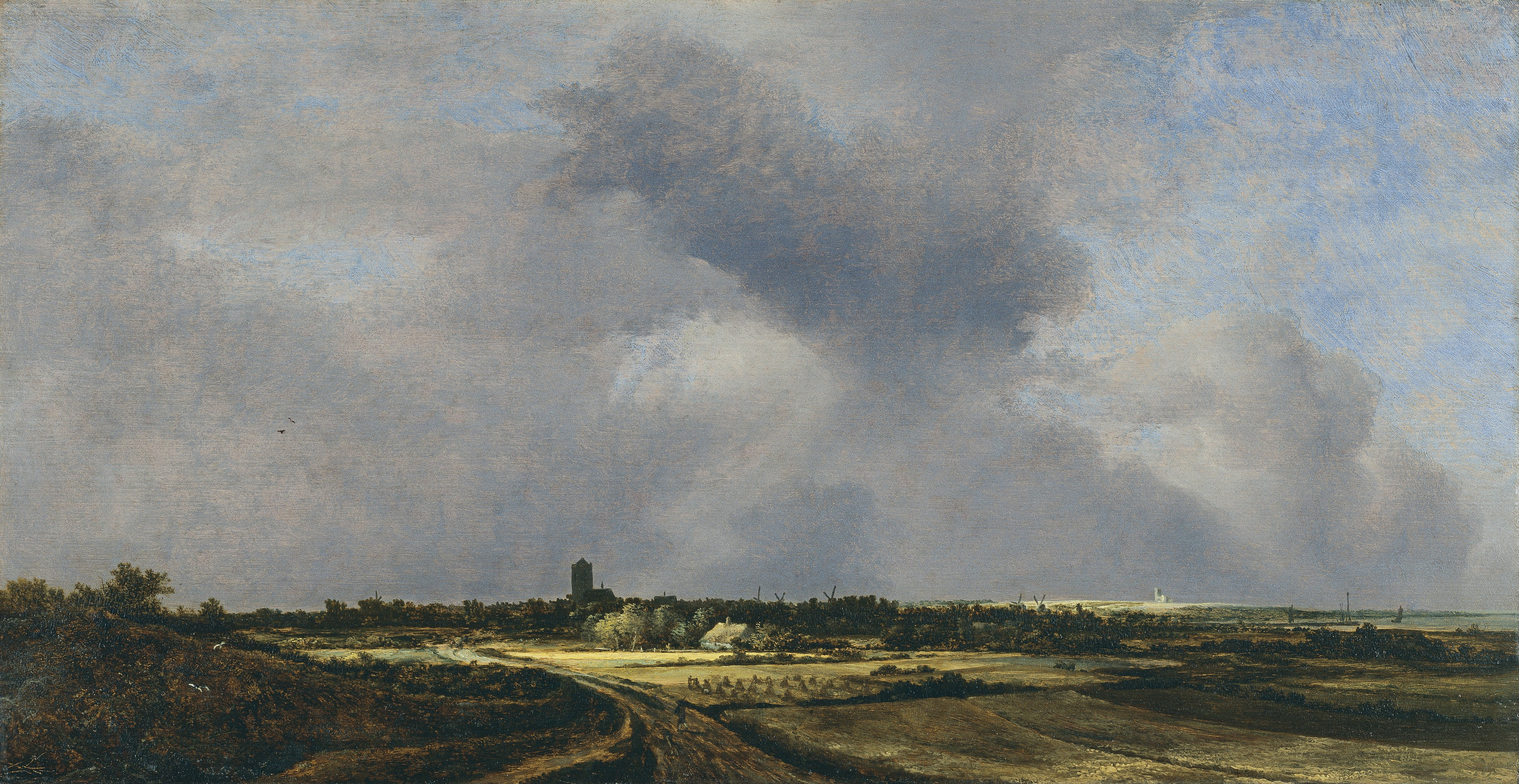
Vista de Naarden (1647), Museu Thyssen-Bornemisza.
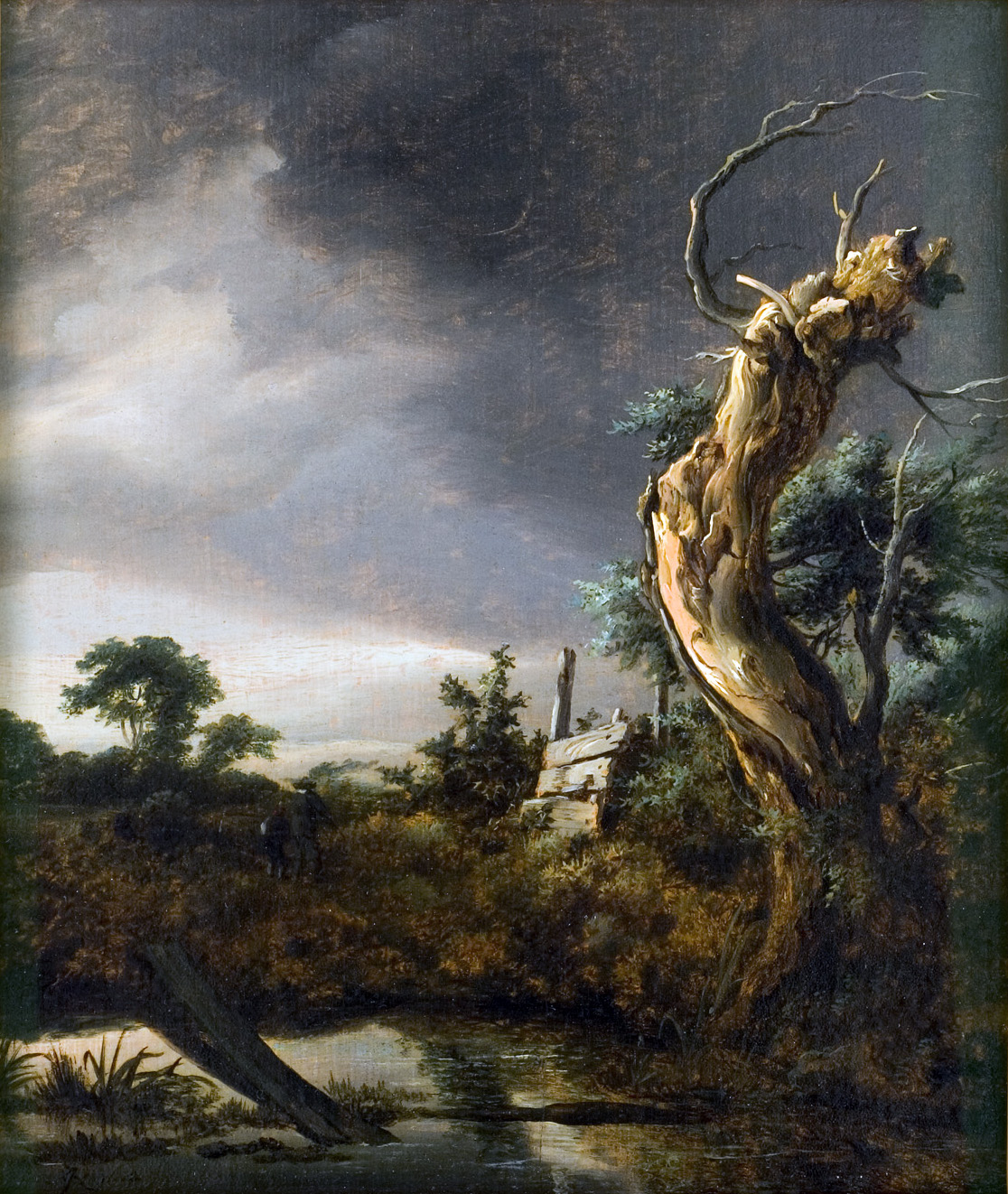
Paisatge en temps tempestuós (1649), Musée Fabre.
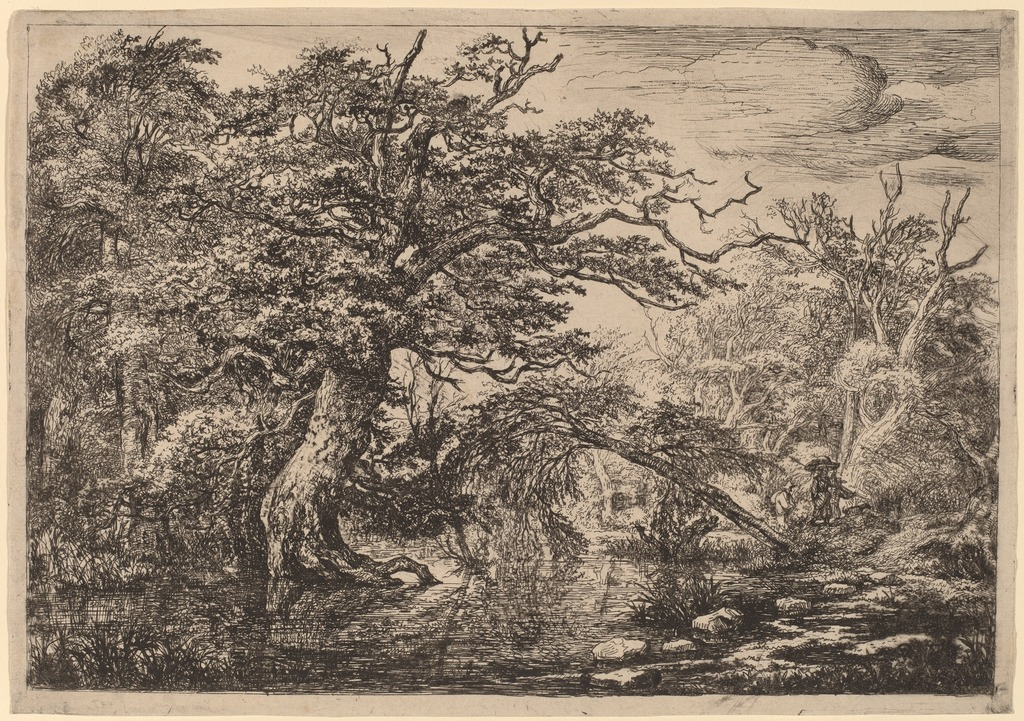
Els viatgers (c. 1650), gravat.
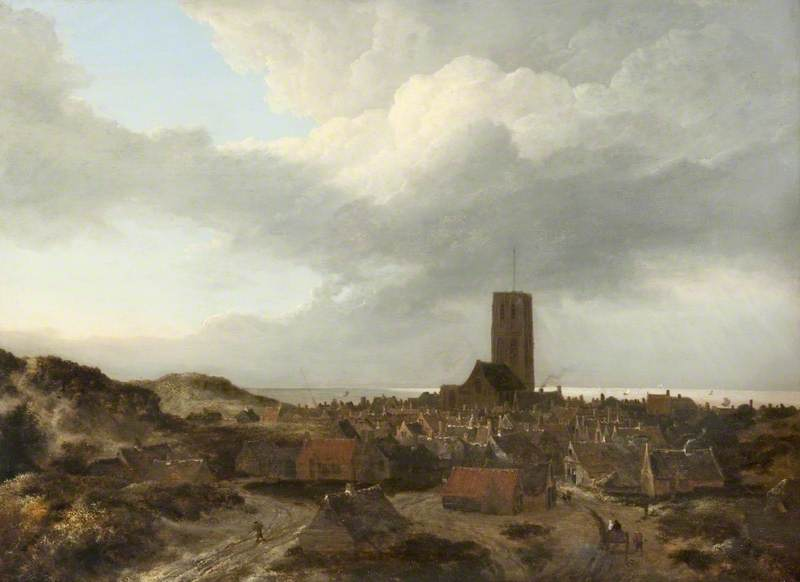
Vista d'Egmond aan Zee (c. 1650), Kelvingrove Art Gallery and Museum.

### Període intermedi

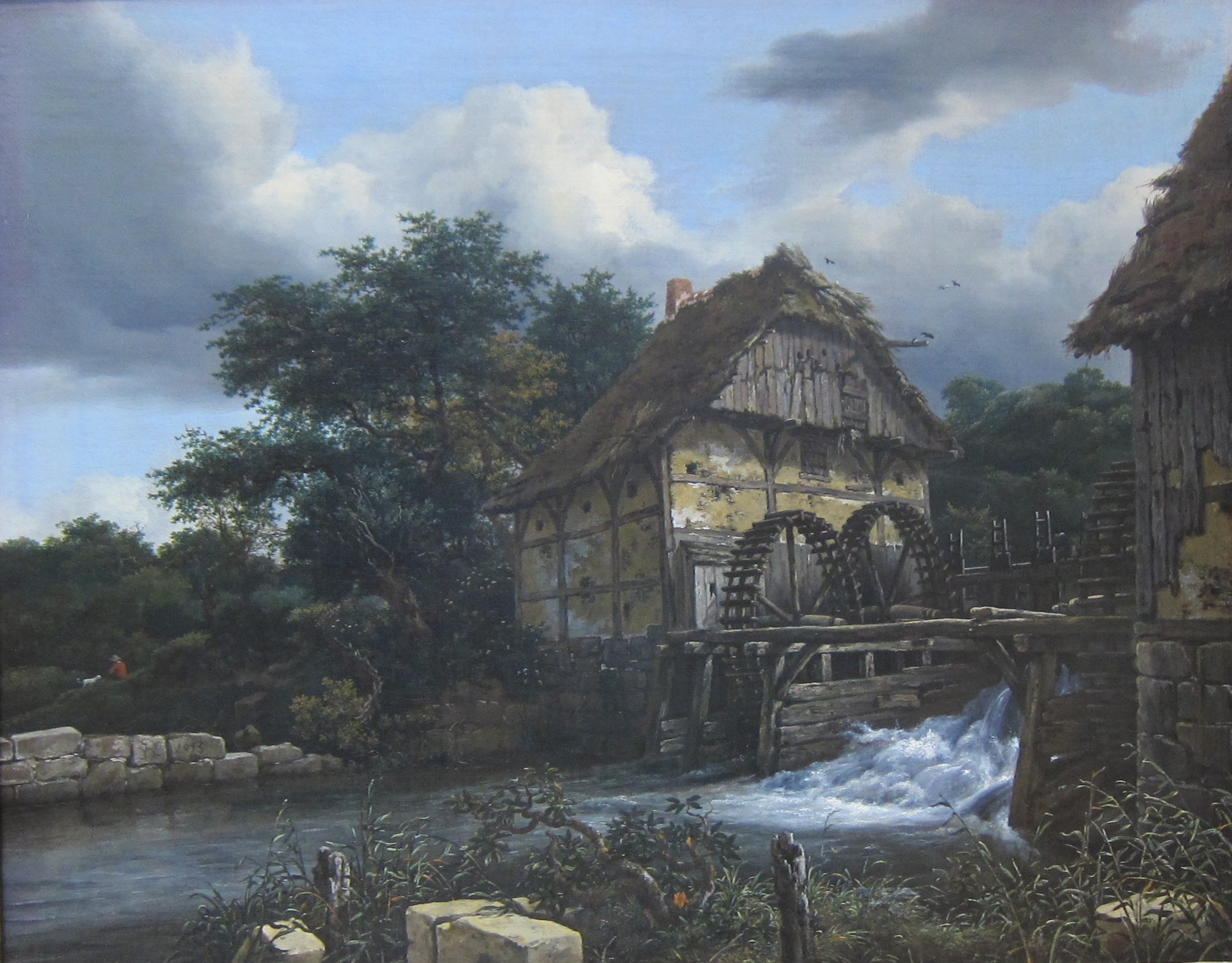
Two Watermills with an Open Sluice (1653), Los Angeles, J. Paul Getty Museum.

Després del seu viatge a Alemanya, els seus paisatges van prendre un gir més majestuós, amb formes més grans i destacades. Va pintar una dotzena de vistes del castell de Bentheim, gairebé totes les quals el col·loquen dalt d'un turó, sent la més impressionant per a Seymour Slive la de la National Gallery of Ireland que el situa en una muntanya boscosa. Significativament, el pintor aporta durant aquesta sèrie de pintures molts canvis a l'escenari del castell, que de fet es troba en un turó baix i poc imponent. Aquestes variacions són considerades pels historiadors de l'art com una prova del talent de l'artista per a la composició, la seva obra sovint tenint la característica de no ser un reflex exacte de la realitat. De fet, s'hi inspira amb un gran realisme, però exagera o reordena certs detalls per tal d'accentuar tant l'atmosfera, l'emoció com el contingut de les seves obres.
Durant el seu viatge a Alemanya, va estudiar els molins d'aigua i els va convertir en el motiu principal de diverses pintures, inèdites a l'època. El quadre Dos molins d'aigua amb un pany obert (1653) n'és un exemple perfecte. Les ruïnes del castell d’Egmond, prop d'Alkmaar, són un altre tema preferit de l'artista, que les representa en les seves dues versions del cementiri jueu. En aquestes dues obres, contrasta la natura i els edificis, que són envaïts per arbres i arbustos que envolten el cementiri.

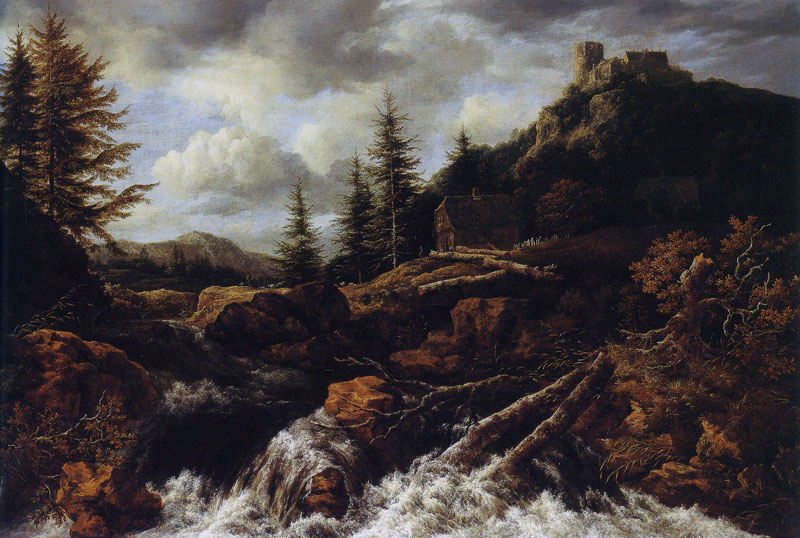
Cascada en un paisatge de muntanya amb un castell en ruïnes (entre 1665 i 1670), col·lecció privada de Mount Stuart House, illa de Bute.

Els seus primers paisatges escandinaus representen avets alts, muntanyes escarpades, grans blocs i torrents. Tot i que són convincentment realistes, es basen en obres d'art anteriors en lloc d'experiència directa. De fet, res indica que va fer el més mínim viatge a Escandinàvia, encara que Allart van Everdingen s'hi va quedar el 1644 i va popularitzar aquest subgènere. Per a Hofstede de Groot, les composicions fetes per Ruisdael superen ràpidament les millors pintures d'Everdingen. En total, va produir més de 150 paisatges escandinaus amb cascades, entre ells Cascada en un paisatge de muntanya amb un castell en ruïnes (entre 1665 i 1670), considerat per Slive com la seva obra mestra del gènere.

Va ser en aquesta època quan va començar a pintar escenes costaneres i paisatges marins, influenciat per l'estil de Simon de Vlieger i Jan Porcellis. Un dels més espectaculars és Rough Seas near a Pier, la paleta del qual es limita a colors negre, blanc i blau amb alguns tocs de marró. Tanmateix, les escenes del bosc segueixen sent un tema preferit per a ell, com Wooded Swamp (c. 1665), que és el seu llenç més famós al Museu de l'Ermitage, i que representa una escena primitiva amb bedolls i roures trencats, i branques que arriben cap al cel al mig d'un estany cobert. D'aquesta època data la seva única obra per encàrrec establerta amb certesa. Produït conjuntament amb Thomas de Keyser cap al 1660, representa Cornelis de Graeff i la seva família arribant al palau de Soestdijk. En aquest quadre, Ruisdael va pintar el paisatge i Keyser les figures i el carruatge.

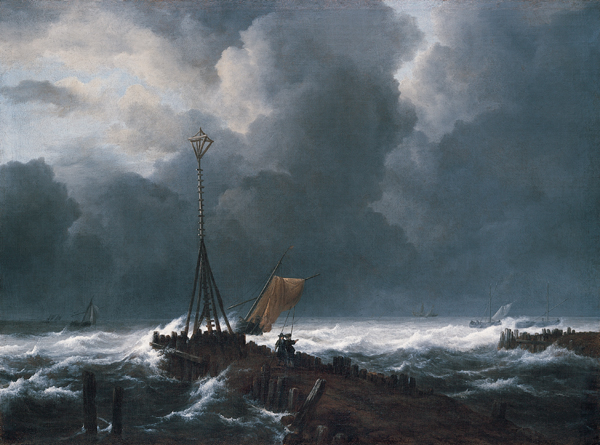
Rough Seas by a Pier (c. 1655), Kimbell Museum of Art.
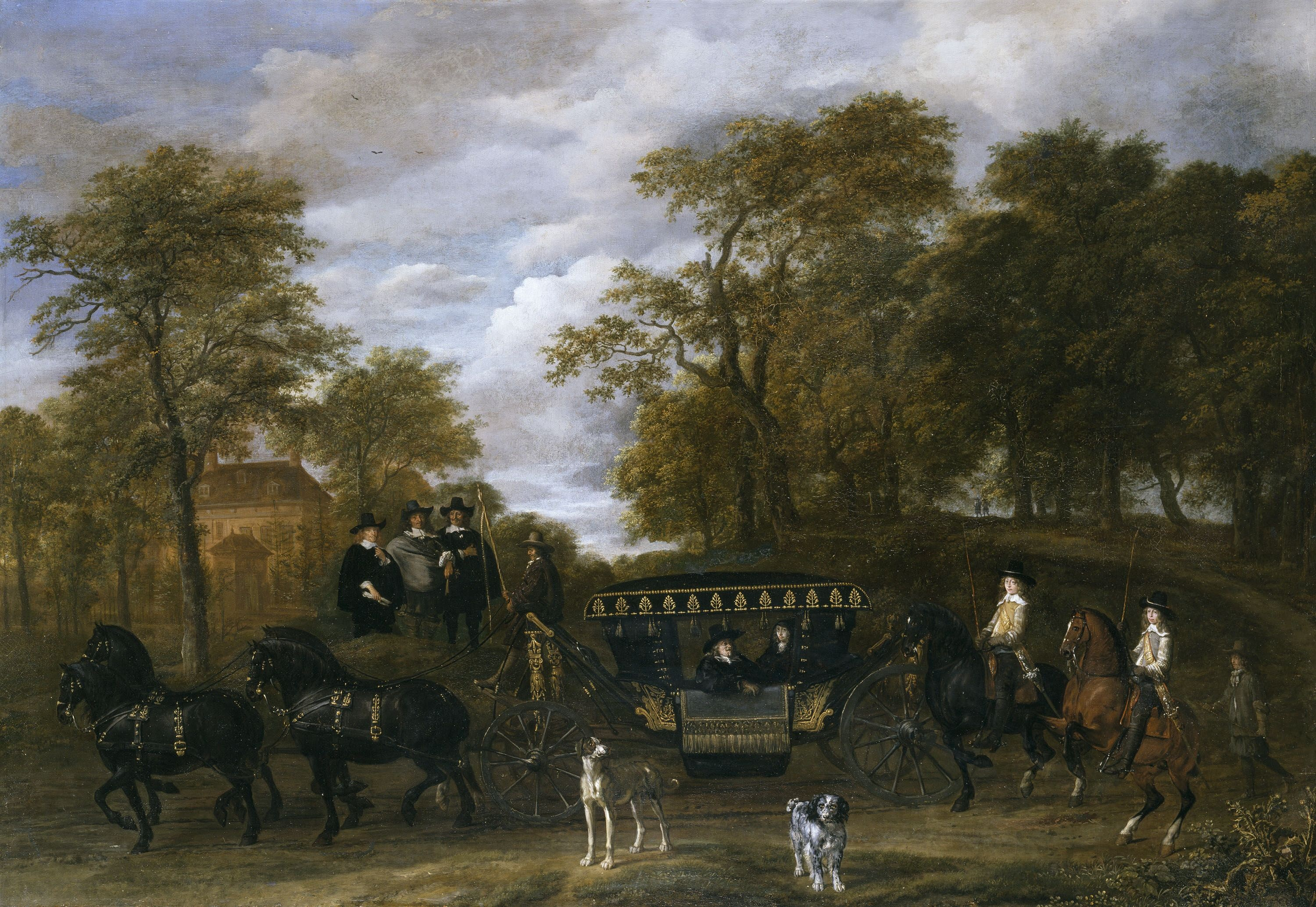
L'arribada de Cornelis de Graeff i la seva família al palau de Soestdijk (c. 1660), National Gallery of Ireland.
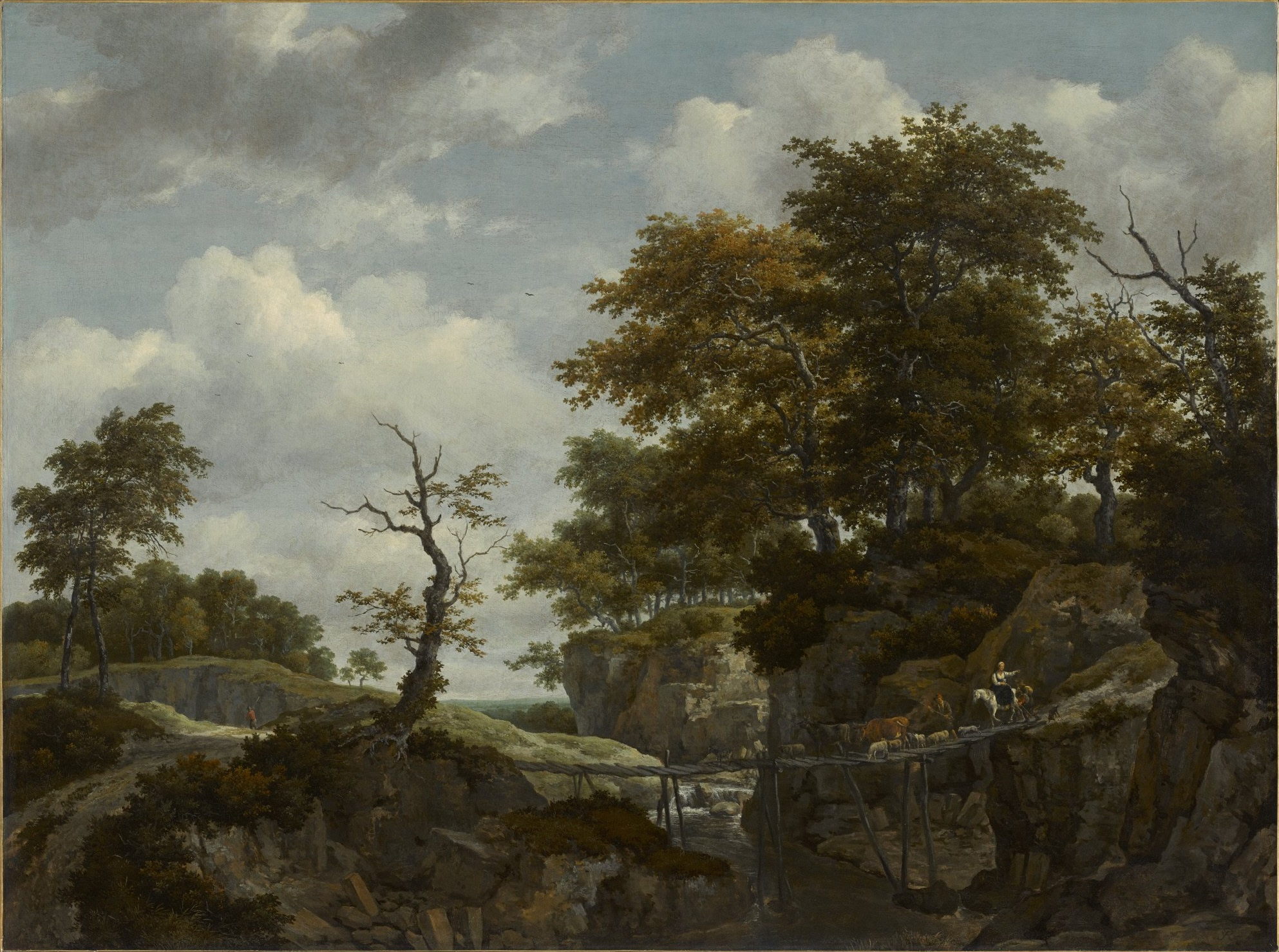
Paisatge amb pont, bestiar i figures (c. 1660) Clark Art Institute.
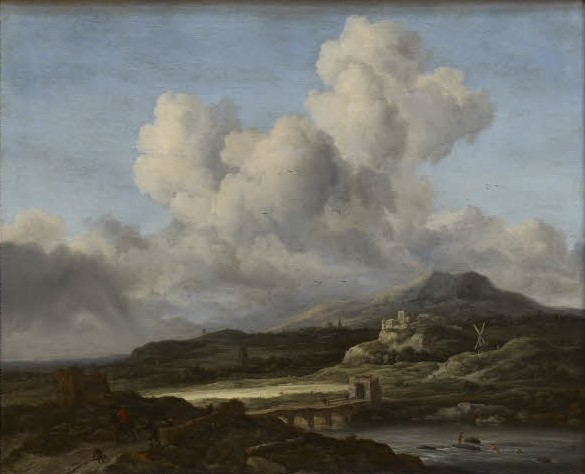
La insolació (c. 1665), Museu del Louvre.
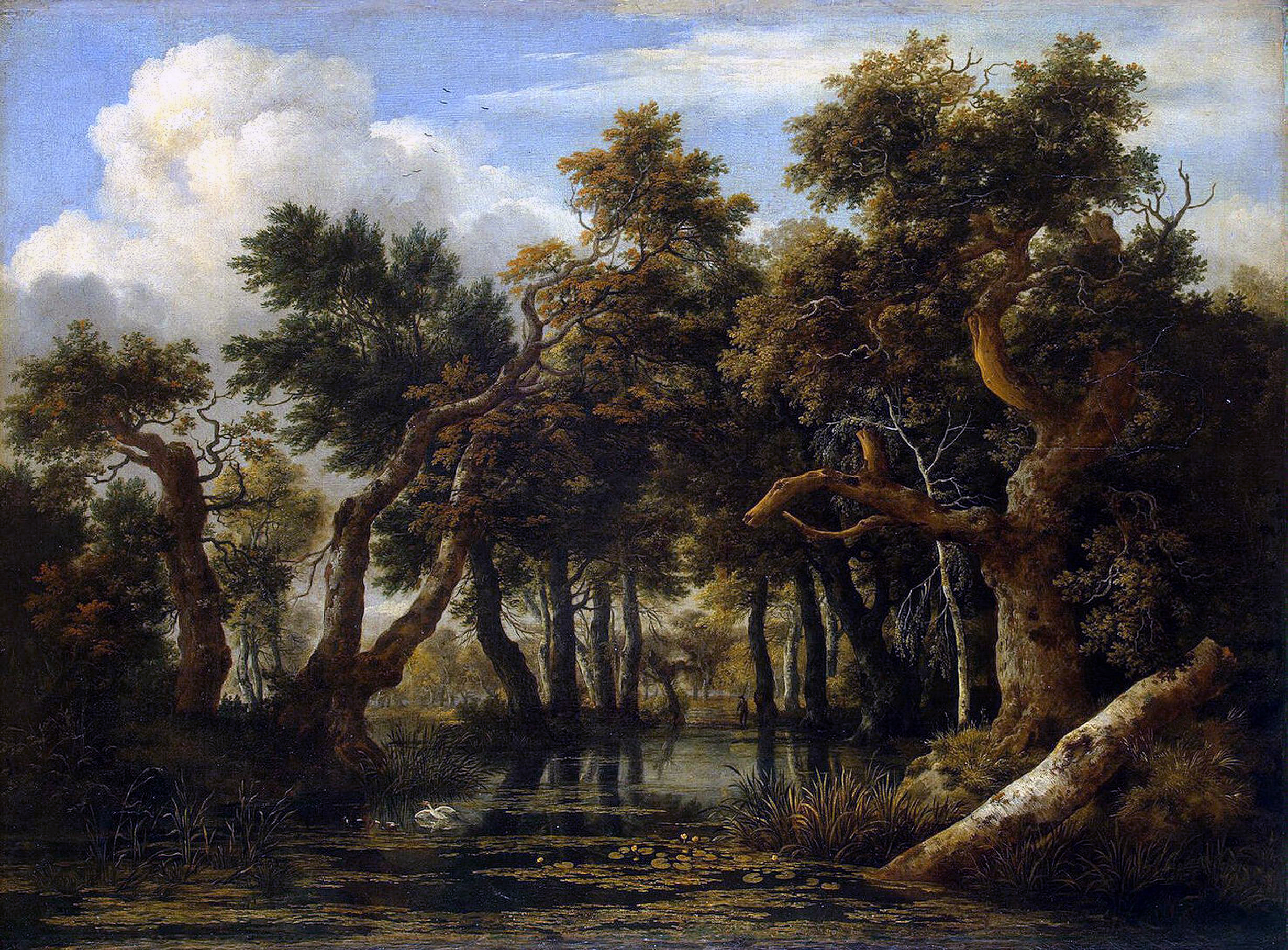
Pantà boscós (c. 1665), Museu de l'Ermitage.
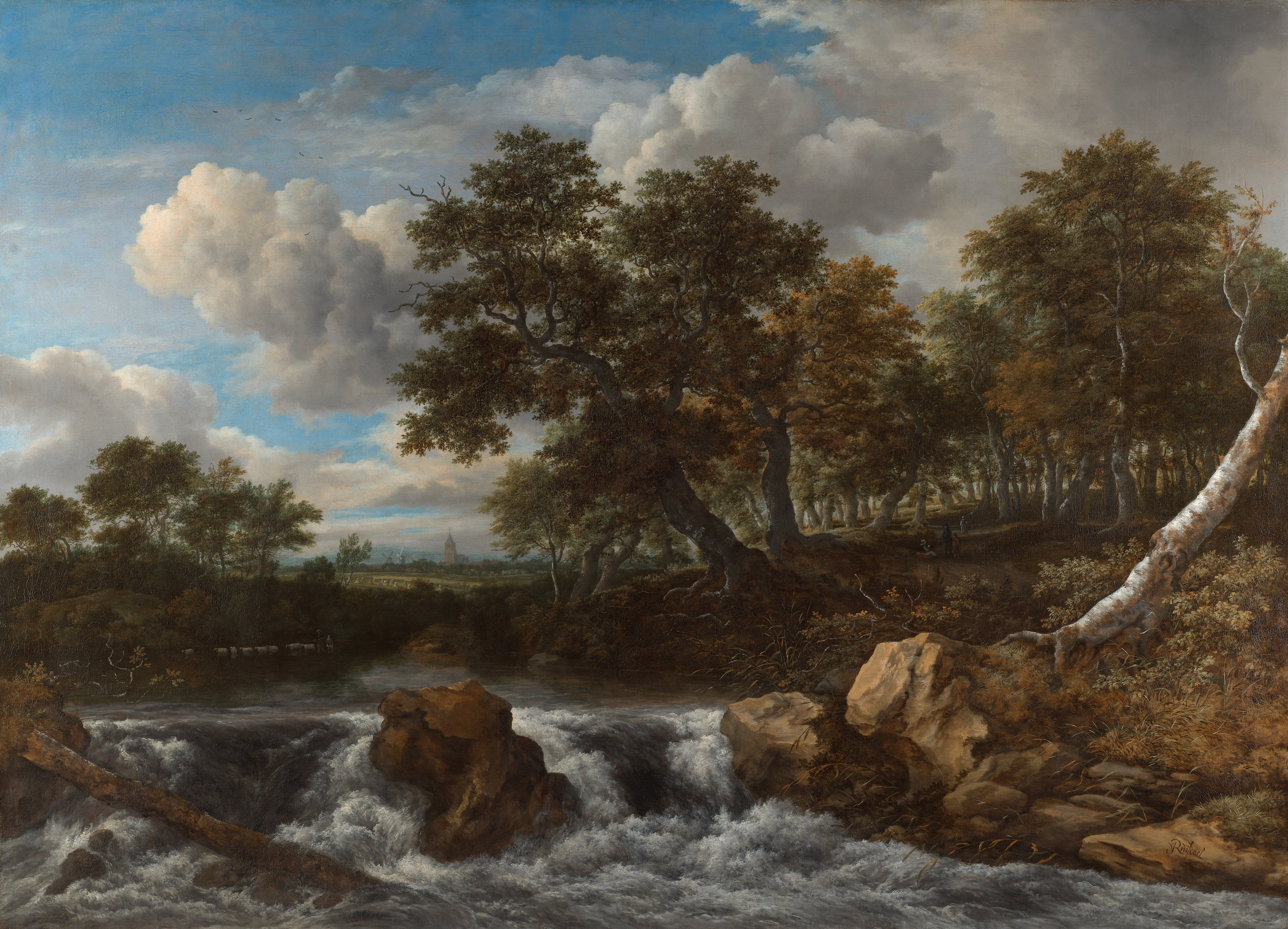
Paisatge amb cascada (c. 1665), Rijksmuseum.

### Obres tardanes
Durant el seu últim període va començar a representar escenes de muntanya, com ara Paisatge de muntanya amb un molí, que data de finals de la dècada de 1670, un massís de bellesa escarpada el cim més alt del qual perfora els núvols. Els temes dels seus quadres es fan molt més variats. L'historiador de l'art Wolfgang Stechow ha comptat tretze temes en el gènere paisatgístic de l'Edat d'Or holandès, i Ruisdael engloba tots aquests temes menys dos, destacant en la majoria.: boscos, rius, dunes i camins rurals, panoràmiques, paisatges imaginaris, cascades escandinaves, paisatges marins, platges, paisatges hivernals, vistes urbanes i nocturnes. Només els paisatges italians i estrangers que no siguin escandinaus estan absents de la seva obra.

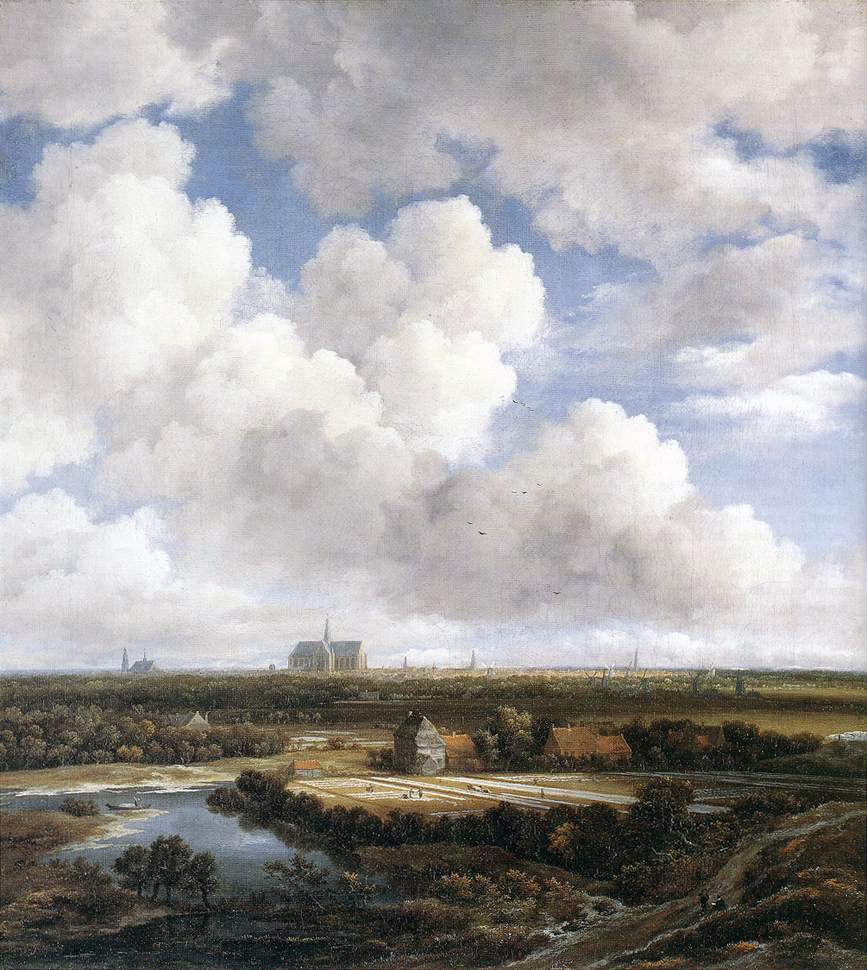
Vista de Haarlem amb camps blanquejants (c. 1665), Kunsthaus Zurich.

Seymour Slive troba oportú que un molí de vent sigui el tema d'una de les seves obres més famoses: Molí de Wijk de Duurstede (c. 1670), que compta amb Wijk bij Duurstede, una ciutat a la vora d'un riu a uns 20 kilomètres d'Utrecht, amb un molí de vent cilíndric que la domina. En aquesta composició, l'artista reuneix elements típicament holandesos, terres baixes, aigua i una gran extensió de cel, de manera que conflueixen en el molí de vent igualment característic. La popularitat perdurable d'aquesta pintura s'evidencia amb les vendes de postals del Rijksmuseum, amb Wijk's Mill de Duurstede ocupant el tercer lloc després de The Night Watch de Rembrandt i Vermeer's Vista de Delft. Els molins de vent també són una de les constants al llarg de la carrera del pintor.
Durant aquest període apareixen diverses vistes panoràmiques de l'horitzó de Haarlem i els seus camps de blanqueig. Aquest subgènere específic, amb núvols que creen diferents gradacions de bandes alternes d'ombra i llum cap a l'horitzó, s'anomena Haerlempjes. Aquestes panoràmiques són sovint dominades per l'Església de Sant Bavó, en la qual després seria enterrat.
Les vistes d'Amsterdam apareixen a la seva obra, però relativament poques vegades tenint en compte que hi va viure durant més 25 anys. Entre elles hi ha pintures de la plaça Dam, així com Vista de l'Amstel d'Amsteldijk (c. 1680), una de les seves últimes obres. El seu únic tema arquitectònic conegut és un dibuix de l'interior de l’Església Vella d'Amsterdam.

Les figures s'introdueixen amb moderació en les seves composicions i poques vegades són de la seva pròpia mà durant aquest període, a part de les que apareixen a la majoria de les seves panoràmiques, però més aviat executades per diversos artistes, com el seu deixeble Meindert Hobbema, Nicolaes Berchem, Adriaen van de Velde, Philips Wouwerman, Jan Vonck, Thomas de Keyser, Gérard van Bathem i Johannes Lingelbach.

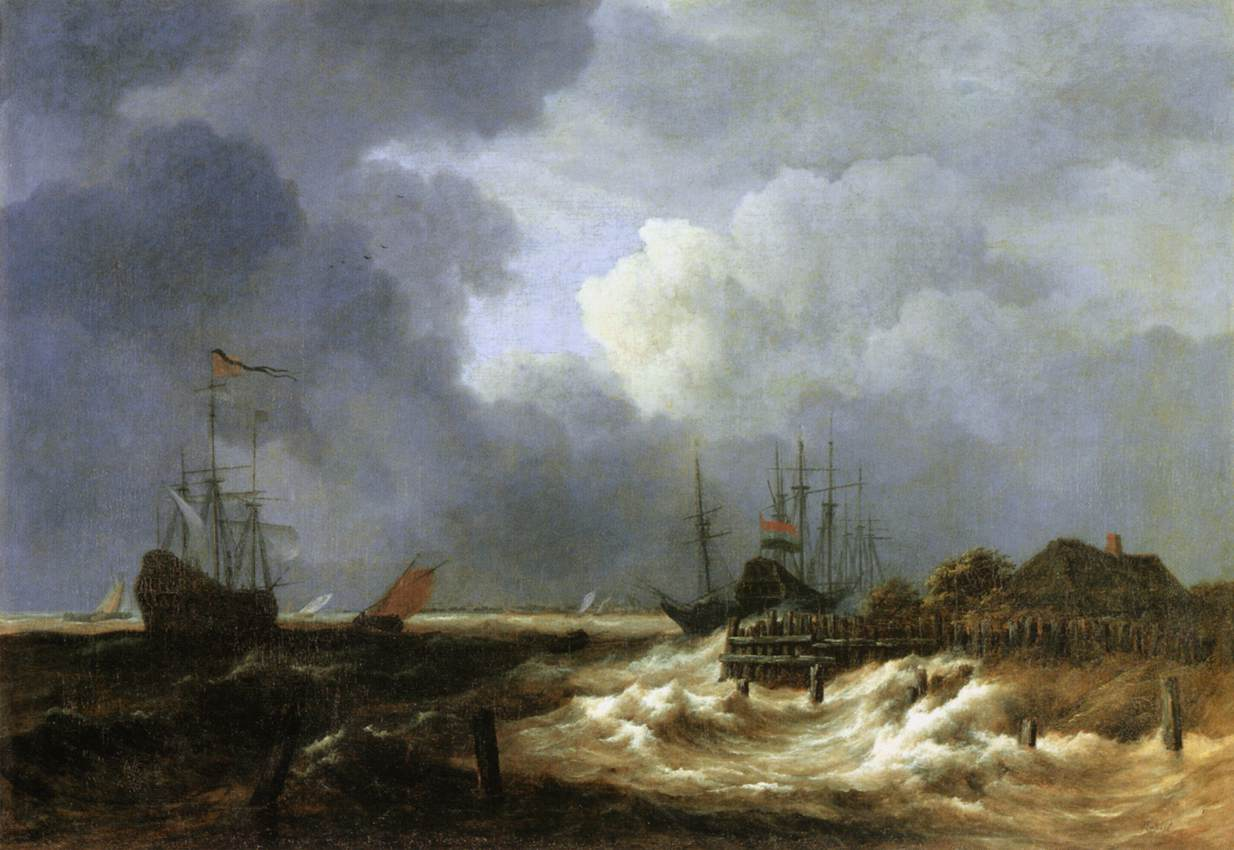
A Tempest o L'Estacade (c. 1670), Museu del Louvre.
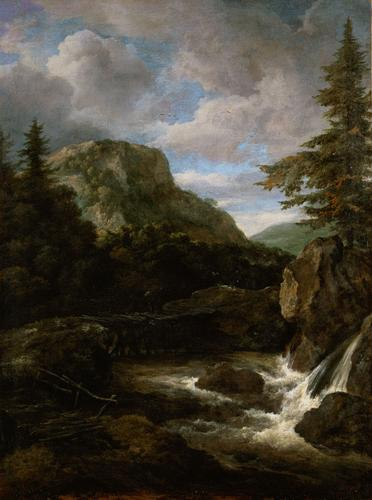
Paisatge de muntanya amb cascada (c. 1675), Museu d'Història de l'Art de Viena.
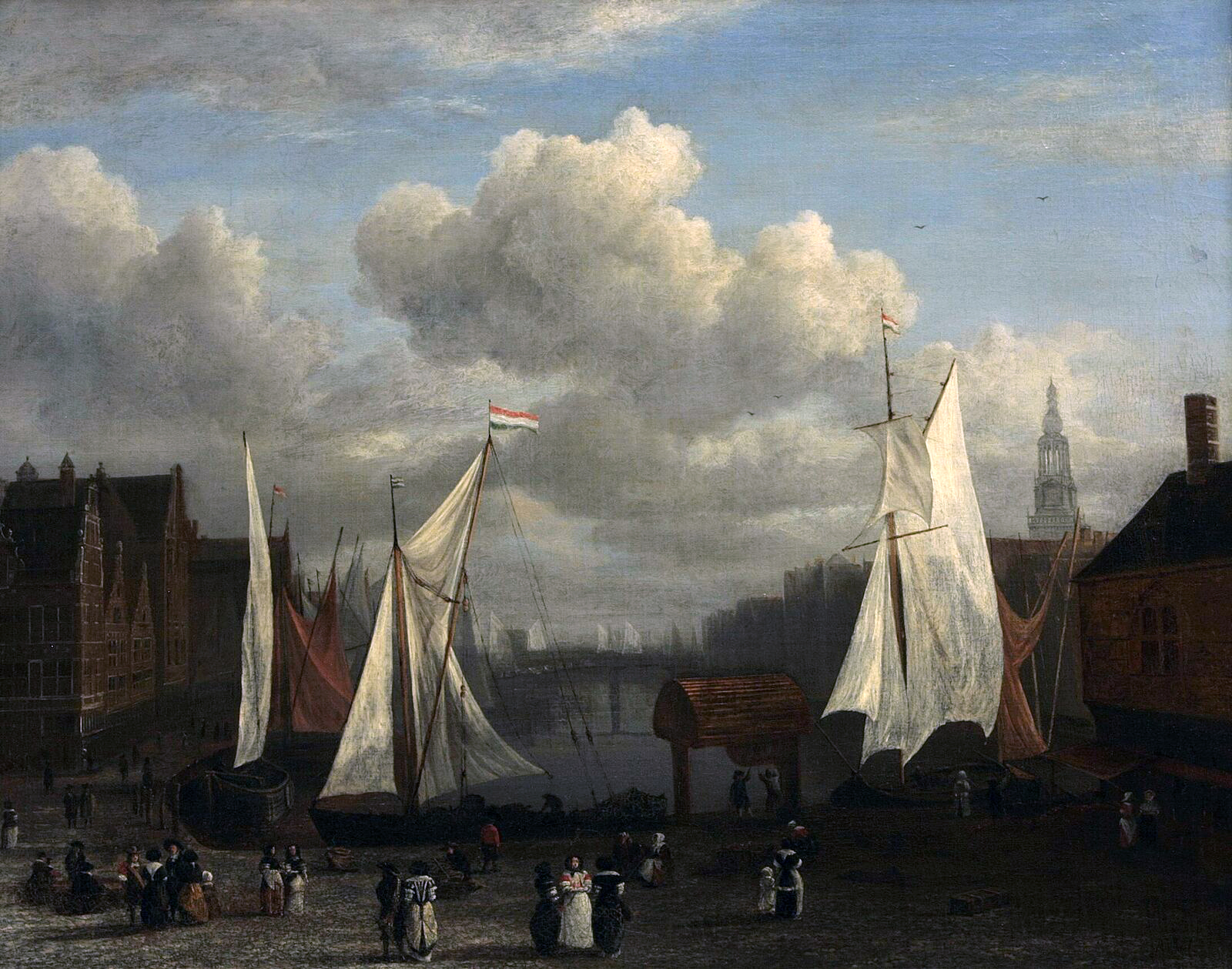
Vista de la plaça Dam (c. 1675), Museu Boijmans Van Beuningen.
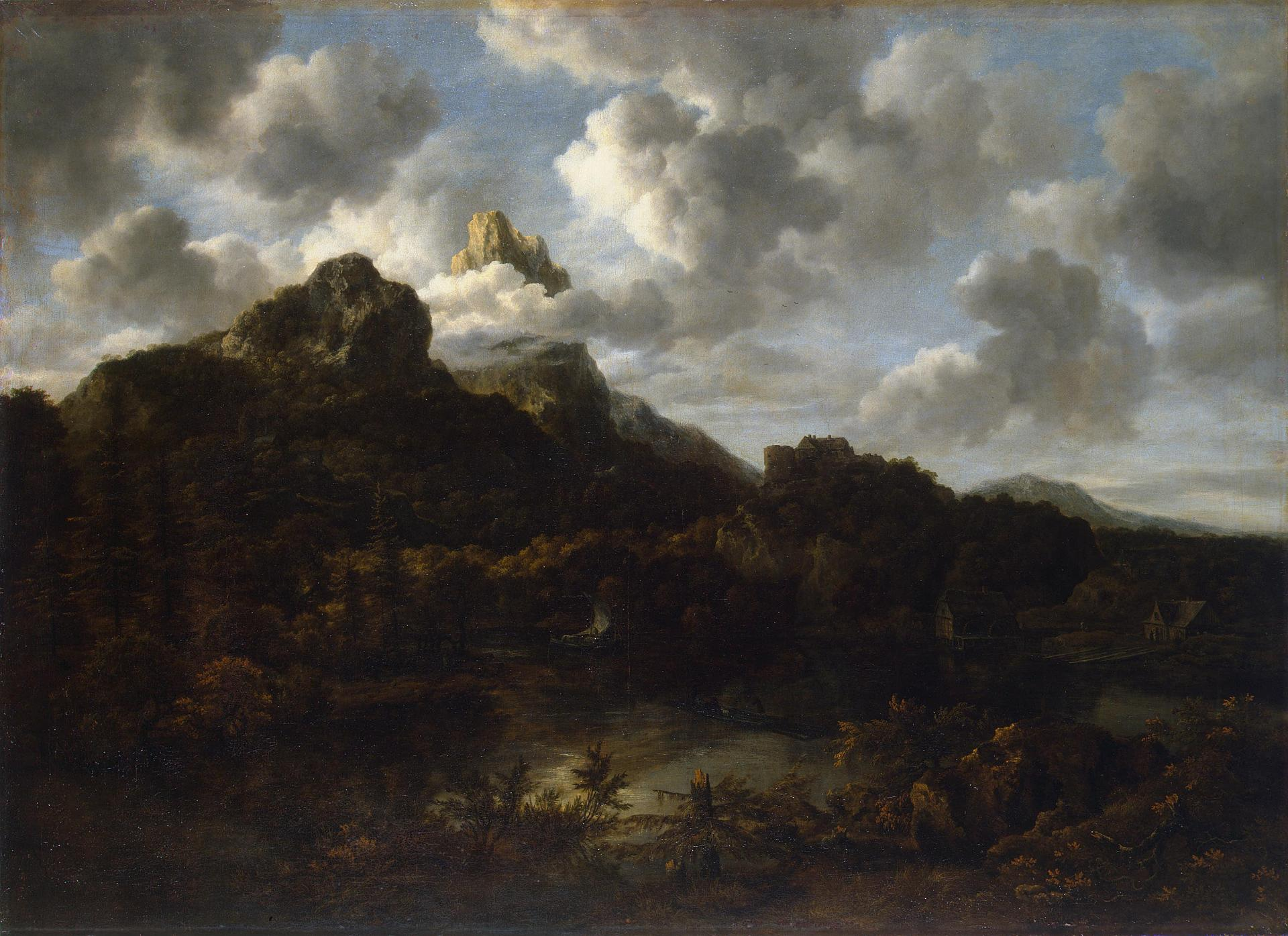
Paisatge de muntanya amb un molí (c. 1677), Ermitage.
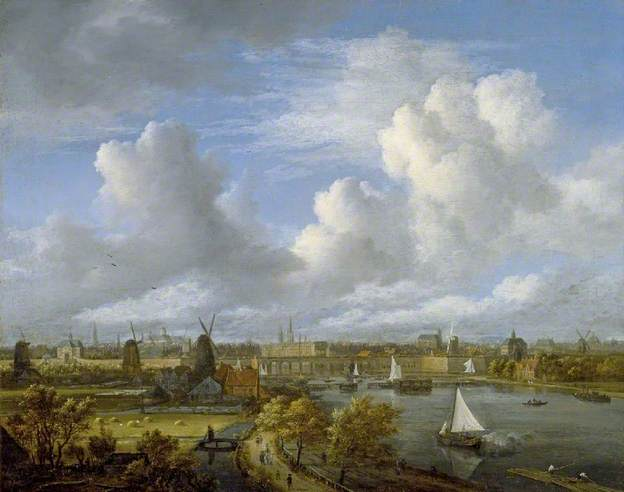
Vista de l'Amstel des d'Amsteldijk (c. 1680), Museu Fitzwilliam.

### Interpretació

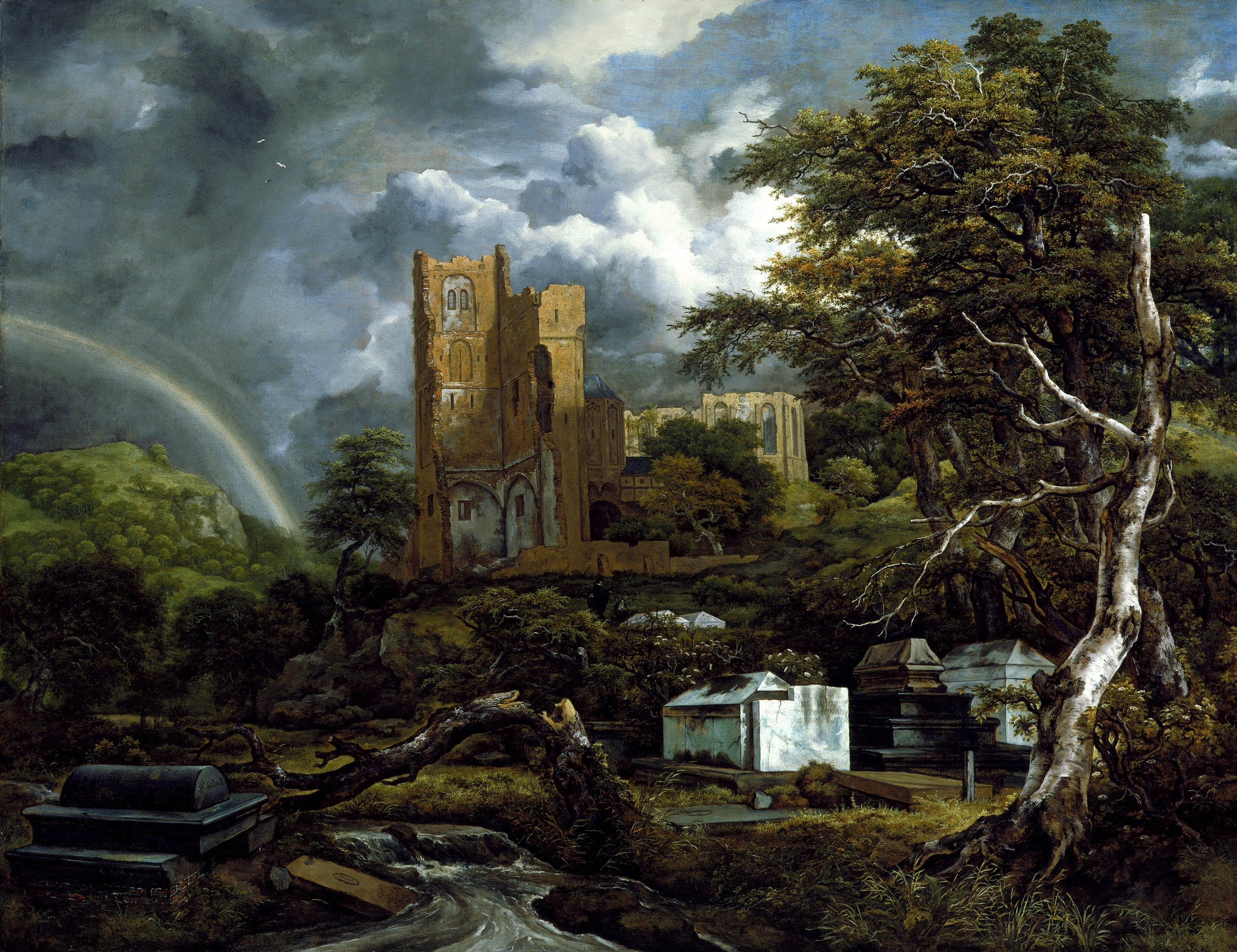
El cementiri jueu (c. 1655), Institut de les Arts de Detroit.

No hi ha documents del segle XVII, ja sigui de primera o de segona mà, per indicar el que Jacob van Ruisdael pretenia transmetre a través del seu art. Encara que El cementiri jueu és universalment acceptat com una al·legoria sobre la fragilitat de la vida, la interpretació de les seves altres obres és molt discutida. En un extrem de l'espectre, Johann Heinrich Füssli afirma que no tenen cap significat especial i són només una representació de la natura. A l'altre extrem, Franz Theodor Kugler veu sentit en gairebé tot: «Tots mostren el poder silenciós de la natura, que s'oposa amb la seva mà poderosa a la mesquinesa activitat de l'home i, amb un avís solemne, repel·leix les seves intromissions.»
Entre aquestes dues opinions divergents hi ha estudiosos més recents, com John Walford, que veu les seves obres « no tant com a significat narratiu o simbòlic, sinó més aviat com a imatges que reflecteixen el fet que el món visible es considerava essencialment com un significat espiritual inherent òbviament. » Walford advoca per abandonar la noció de « simbolisme disfressat ». Per a Boudewijn Bakker i Diane Webb, tota l'obra de l'artista es pot interpretar segons la visió religiosa del món del seu temps: la natura és la primera creació de Déu, tant per les seves qualitats divines intrínseques com per la preocupació evident de Déu per l'home i el món. La intenció és espiritual, no moral.

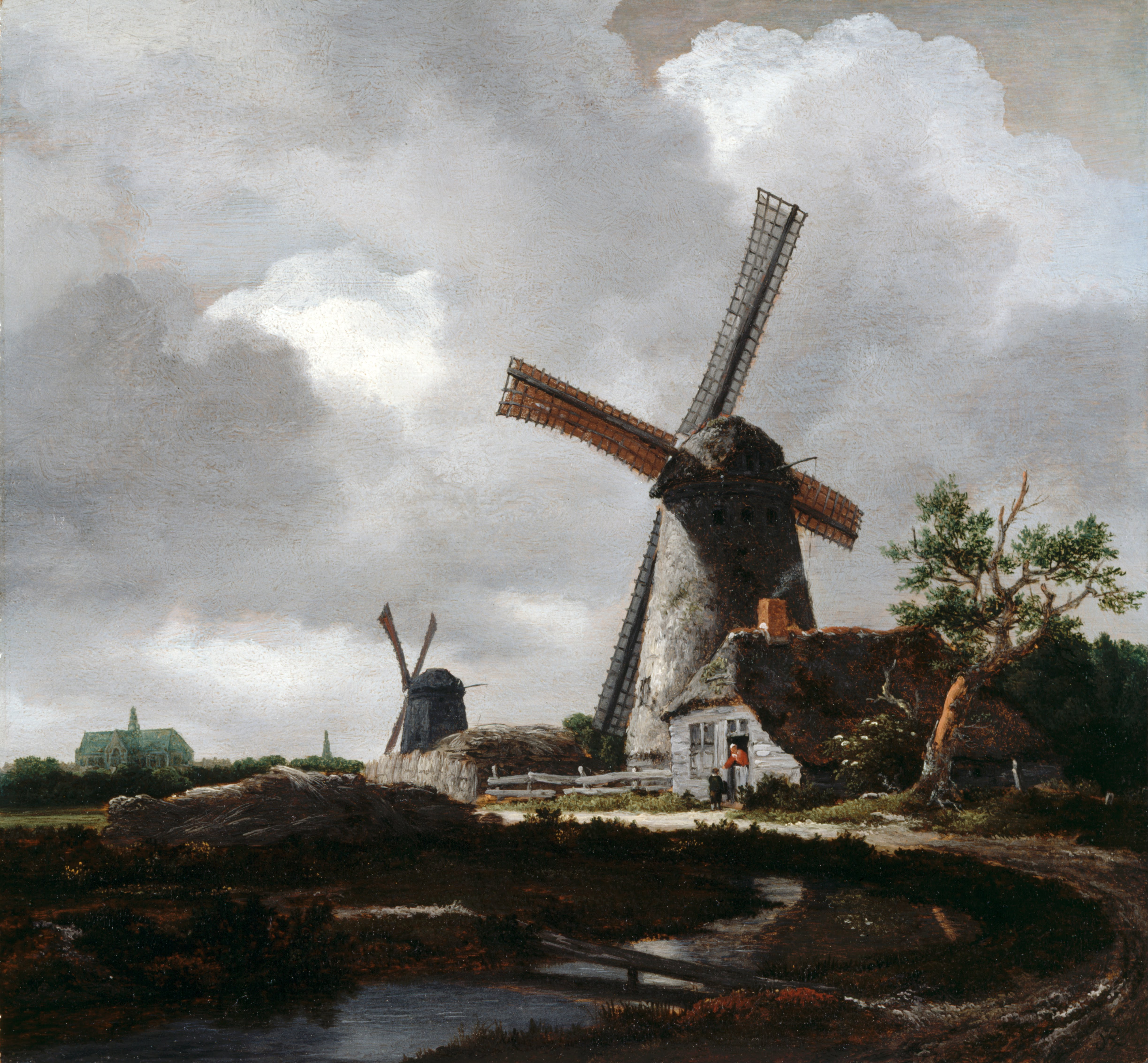
Paisatge amb molins prop de Haarlem (c.1650), Dulwich Picture Gallery.

L'historiador de l'art Andrew Graham-Dixon afirma que tots els paisatgistes holandesos de l'Edat d'Or no podien evitar buscar el significat a tot arreu. Diu del Moulin de Wijk de Duurstede que simbolitza «el dur treball necessari per mantenir Holanda fora de l'aigua i assegurar el futur dels nens d'aquesta nació». Les simetries en els paisatges són «recordatoris als conciutadans que es mantinguin sempre rectes i estrets». Slive és més reticent a llegir massa en aquesta obra, però la situa en el seu context religiós de la confiança de l'home en «esperit diví per a la vida». Pel que fa a la interpretació de les pintures escandinaves de l'artista, diu que intenta arribar al punt de ruptura per imaginar «aquestes representacions de cascades, torrents i arbres morts com a sermons visuals sobre els temes del pas del temps i la vanitat».
Ruisdael i el seu art també s'han de veure en el context de la increïble opulència i els importants canvis geogràfics que es van produir durant el Segle d'Or holandès. En el seu estudi de l'art i la cultura holandesa del segle XVII, Simon Schama remarca que un no «No podem exagerar el fet que el període entre 1550 i 1650, quan es va establir la identitat política d'una nació holandesa independent, va ser també un període d'alteració dramàtica del seu paisatge i que «representació de Ruisdael de la naturalesa i l'aparició de la tecnologia holandesa es pot trobar allà. Christopher Joby situa Ruisdael en el context religiós calvinista de les Províncies Unides. Afirma que la pintura de paisatge s'ajusta al requisit de Calvino que només el que és visible es pot representar en l'art, i que els paisatges tenen un valor epistemològic que dona més suport al seu ús a les esglésies reformades. L'historiador de l'art Yuri Kuznetsov situa la seva obra en el context de la Guerra dels Vuitanta Anys. Els paisatgistes holandesos són llavors «cridats a fer un retrat de la seva pàtria, conquerida dues vegades pels holandesos: primer al mar i després als invasors estrangers».

### Atribució

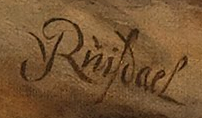
Signatura del pimtor a la tela Paisatge amb cascada.

### Repartiment

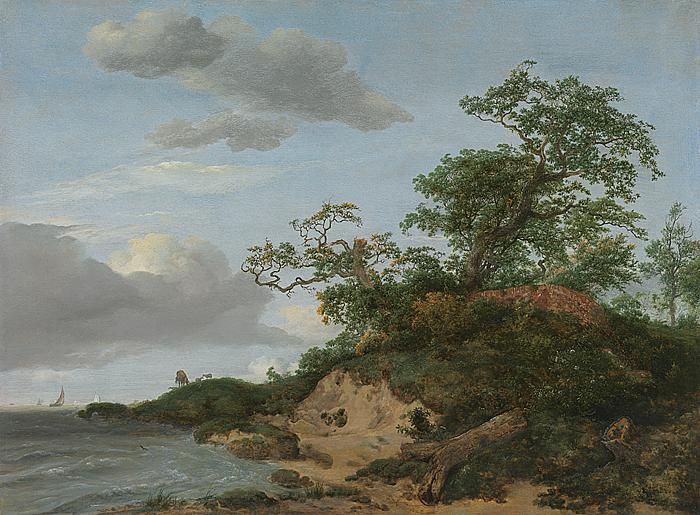
Le Paysage de dunes (1648) venut a subhasta el 2014.

La seva obra es troba dispersa per molts museus i col·leccions privades d'arreu del món. Les col·leccions més destacades es troben a la National Gallery de Londres, que té vint quadres; al Rijksmuseum d'Amsterdam, que té setze; al Museu Hermitage de Sant Petersburg, que en té onze, igual que el Museu d'Art de Filadèlfia; i al Museu Boijmans Van Beuningen de Rotterdam que en conserva deu. A França, el Museu del Louvre en té cinc, i el Museu Fabre de Montpeller en té tres.
Va passar que un dels seus quadres va canviar de mans. Així, l'any 2014 es va vendre a una subhasta a Christie's de Nova York un Paisatge de dunes per un preu de 1.805.000 $. S'han conservat 140 dibuixos, el Rijksmuseum, el Museu Teyler a Haarlem, el Kupferstich-Kabinett a Dresden i l'Hermitage cada un posseeix importants col·leccions. Les rars gravats dels seus tretze aiguaforts es troben dispersos per diverses institucions, sense cap col·lecció que reculli una impressió de cadascun dels tretze aiguaforts. Dels cinc gravats únics, el Museu Britànic en té dos, igual que l'Albertina de Viena, l'últim a Amsterdam.

## Posteritat

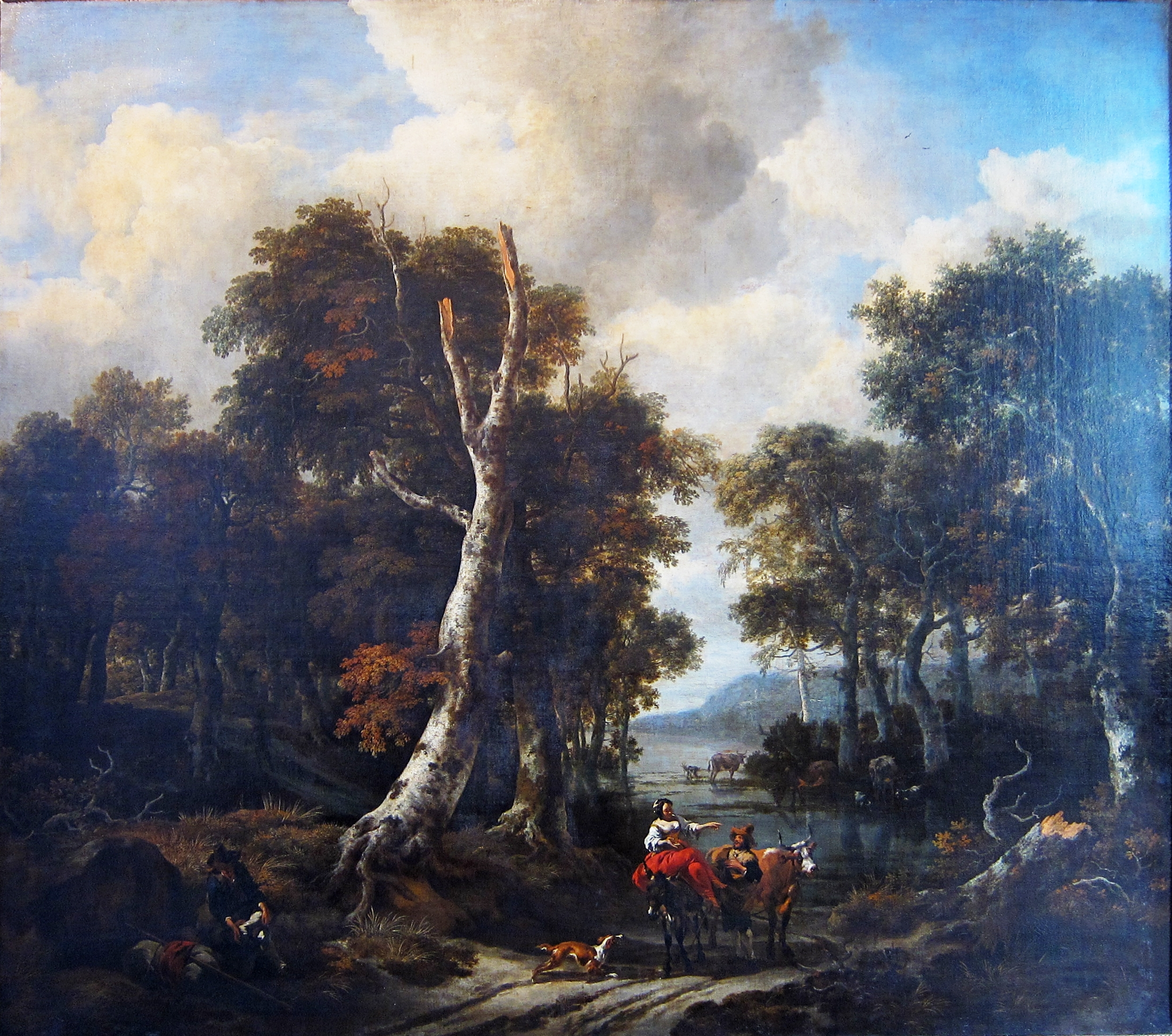
El bosc (entre 1665 i 1670), museu de la Chartreuse de Douai.

Jacob van Ruisdael ha influït en la pintura de paisatge a tot el món, des dels romàntics anglesos fins a l'escola de Barbizon a França, passant per l'escola del riu Hudson als Estats Units, així com diverses generacions de paisatgistes holandesos. Entre els artistes anglesos que va influir destaquen Thomas Gainsborough, William Turner i John Constable. Al voltant de 1747, Gainsborough va dibuixar, amb guix negre i rentat gris, una rèplica del seu quadre El bosc conservat al museu Chartreuse de Douai. Turner va fer nombroses còpies de les seves obres i li va retre homenatge col·locant dues de les seves pintures en un «Port Ruysdael fictici, el de 1827 (Yale Center for British Art «i els seus Fishing Boats Towing a Struggling Ship into Ruysdael Harbour (1844, Tate Britain). Constable també va copiar diversos dibuixos, gravats i pintures de Ruisdael, de qui va ser un gran admirador des de petit: «Em persegueix la ment i s'enganxa al meu cor va escriure després de veure una de les seves pintures». No obstant això, Constable pensa que El cementiri jueu és un fracàs, ja que considera que Ruisdael va intentar transmetre alguna cosa més enllà de l'àmbit de l'art.
Vincent van Gogh el va reconèixer com una influència important, anomenant-lo «sublime», tot afirmant que seria un error intentar copiar-lo. Les teles exposades al Louvre eren « magnífiques, en particular Le Buisson, Une tempesta i Le Coup de soleil». El seu sentiment pel camp francès segueix imbuït de la seva memòria de l'art de Ruisdael. Segons el crític d'art Waldemar Januszczak, Claude Monet també està en deute amb ell, i fins i tot el minimalisme de Piet Mondrian es remunta als seus panorames.

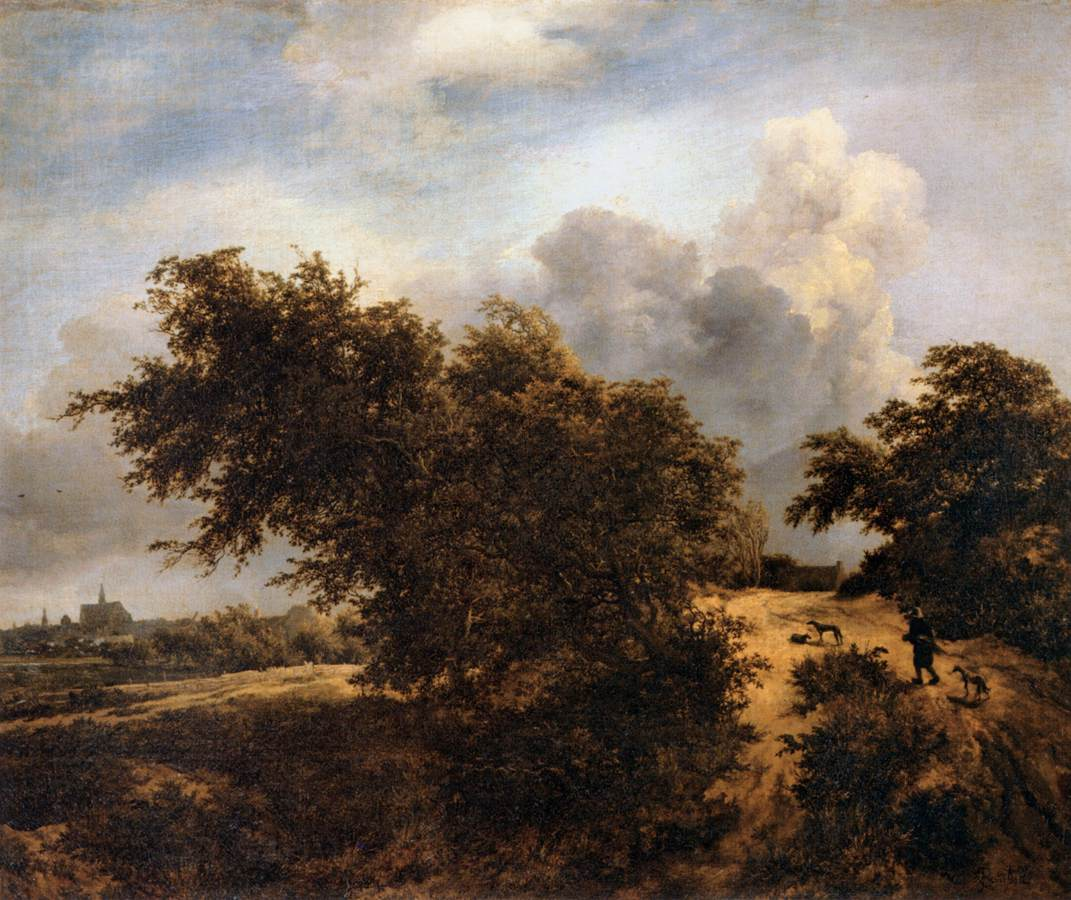
Le Buisson (vers 1650), Museu del Louvre.

Entre els historiadors i crítics de l'art, la seva reputació ha tingut alts i baixos al llarg dels segles. La seva primera biografia, l'any 1718, és la d'Arnold Houbraken, que evoca líricament el seu domini tècnic que li va permetre representar de manera realista les cascades i el mar. El 1781 Joshua Reynolds, fundador de la Royal Academy, va admirar la frescor i el poder dels seus paisatges. Unes dècades més tard, altres crítics anglesos estan menys impressionats. El 1801, Henry Fuseli, professor de la Reial Acadèmia, va expressar el seu menyspreu per tota l'escola de paisatge holandesa, descartant-la com una mera «transcripció de llocs», a « enumeració de turons i valls, grups d'arbres». No obstant això, Constable, que va ser un dels alumnes de Fuseli, va mantenir la mateixa admiració per l'artista. Al voltant de la mateixa època, a Alemanya, Johann Wolfgang von Goethe el va aclamar com un artista pensant, i fins i tot com a poeta, creient que ell «demostra una capacitat notable per trobar el punt exacte on la creativitat es troba amb la lucidesa». No obstant això, el 1860 John Ruskin va criticar contra ell i altres paisatgistes holandesos de l'Edat d'Or, anomenant els seus paisatges llocs on «no només perdem tota fe en la religió, sinó també tota la seva memòria». El 1915, l'historiador de l'art holandès Abraham Bredius considerava que el seu compatriota era més un poeta que un pintor.
Els historiadors de l'art més recents el tenen en alta estima. Kenneth Clark el descriu com «el més gran mestre de la visió de la natura abans de Constable». Waldemar Januszczak ho descriu com «meravellós contacontes» i, encara que no el considera el més gran paisatgista de tots els temps, el classifica entre els més grans, quedant particularment impressionat per les seves primeres obres. Seymour Slive diu que és reconegut «per ampli consens, com el paisatgista preeminent de l'Edat d'Or de la pintura holandesa».

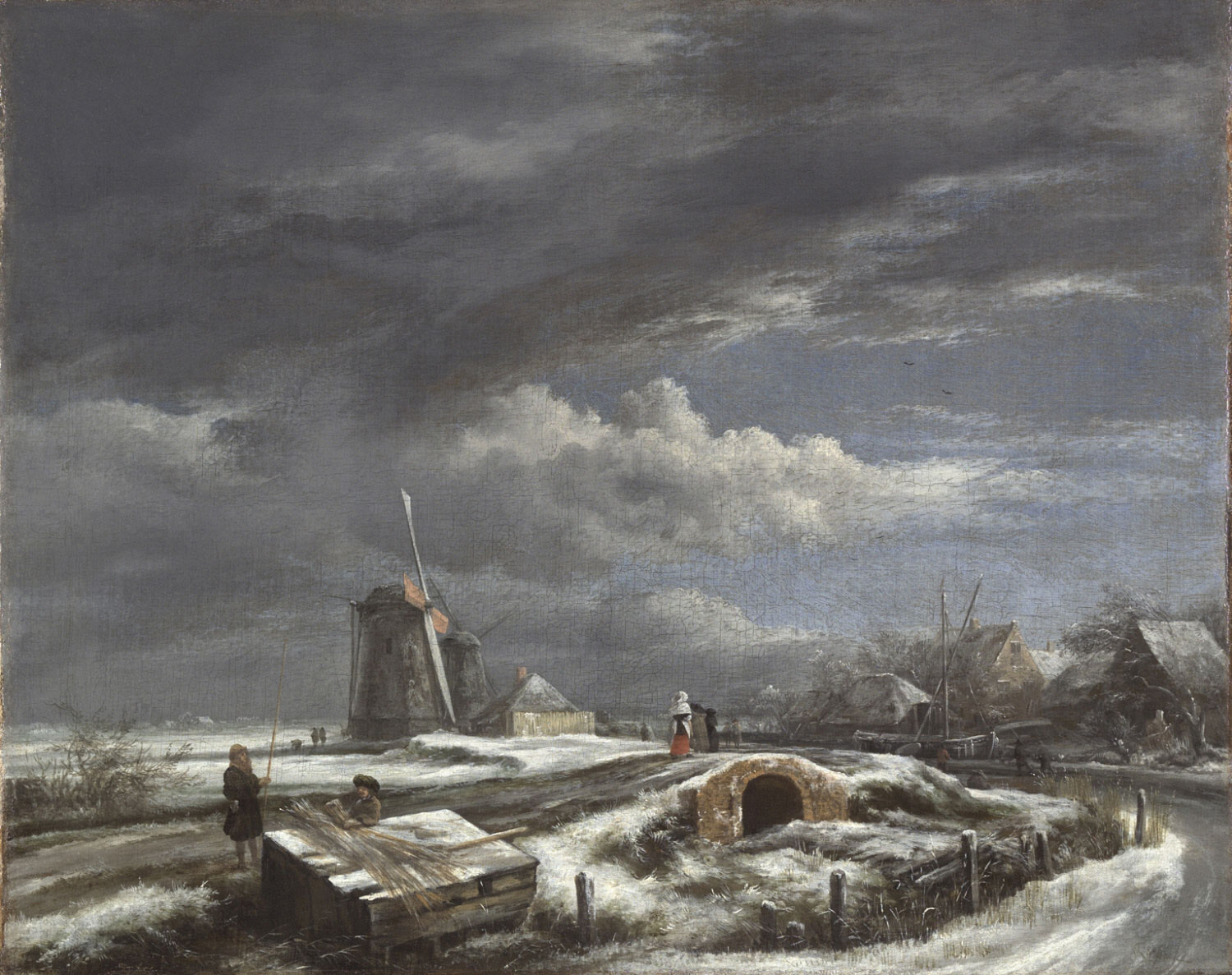
Paisatge d'hivern (entre 1665 i 1670), Museu d'Art de Filadèlfia.

A la dècada de 1990, va ser considerat l'artista principal de la fase clàssica del paisatge holandès, que es basava en el realisme de la fase tonal que la precedia. La fase tonal suggereix l'atmosfera mitjançant l'ús del to, mentre que la fase clàssica busca un efecte més grandiós, amb pintures construïdes a través d'un contrast vigorós de formes sòlides contra el cel i llum contra ombra, sovint amb un arbre, animal o molí de vent especialment destacat.
Tot i que moltes de les seves obres es van reunir a The Art Treasures of Great Britain a Manchester l' any 1857, així com altres grans exposicions arreu del món des de llavors, no va ser fins al 1981 que una exposició es dedica exclusivament a ell. S'exposen més de cinquanta pintures i trenta-cinc dibuixos i gravats, primer al Mauritshuis de La Haia, després, el 1982, al Fogg Art Museum de Cambridge, Massachusetts. L'any 2002, l'exposició Jacob van Ruisdael o la revolució del paisatge va ser organitzada conjuntament pel Museu Frans Hals i la Kunsthalle d'Hamburg. El 2005 i el 2006, es va celebrar successivament una exposició que reunia una cinquantena de les seves pintures al Museu d'Art del Comtat de Los Angeles, al Museu d'Art de Filadèlfia i a la Royal Academy de Londres.